# Guerra di Scania
La guerra di Scania (in svedese Skånska kriget, in norvegese Den skånske krig, in danese Skånske Krig, in tedesco Schonischer Krieg) o guerra del Nord del 1675-1679 fu una delle guerre del Nord e coinvolse l'unione di Danimarca-Norvegia, la Marca di Brandeburgo e la Svezia.
Il conflitto scoppiò e terminò mentre era in corso la guerra d'Olanda del 1672-1678, in parte a causa di fattori ad essa correlati. Gli storici britannici e francesi ritengono spesso questo scontro una sorta di campo di battaglia minore della guerra d'Olanda, poiché entrambi i conflitti si svolsero con la partecipazione dell'alleanza militare franco-svedese al fine di raggiungere obiettivi militari concordati. Il re Luigi XIV di Francia dichiarò guerra contro i Paesi Bassi e l'Inghilterra, dove affrontò la coalizione europea formata dall'Impero asburgico, dal Sacro Romano Impero, dal Brandeburgo-Prussia, dalla Danimarca-Norvegia e dalla Spagna asburgica. Per neutralizzare il suo nemico e principale alleato della Francia, il Regno di Svezia mise in atto l'invasione del Brandeburgo del 1674-1675, mentre la Danimarca lanciò un attacco alla Svezia sia via mare che via terra. Se la guerra d'Olanda fu combattuta nell'interesse diretto della Francia, quella del Nord vide come grande protagonista la Svezia.
Il conflitto in esame può essere suddiviso in più fasi. Nella prima parte, tra il 1674 e il 1678, il Brandeburgo combatté una guerra difensiva per respingere l'invasione degli svedesi. Nella seconda fase, dal 1676 al 1678, Federico Guglielmo I di Brandeburgo e gli eserciti della Danimarca si allearono con lui respingendo con successo gli svedesi dalla Germania settentrionale a seguito di cruente schermaglie avvenute in Pomerania svedese, Brema-Verden e sull'isola di Rügen. Nel frattempo, nel 1676, la Danimarca pianificò e mise in atto una campagna finalizzata conquistare la Svezia meridionale (Scania, Blekinge). Inoltre, si impegnò ad eseguire una guerra navale nel Mar Baltico che ebbe molto successo, al contrario invece delle pesanti sconfitte riportate sulla terraferma scandinava. Nell'inverno del 1678-1679, Federico Guglielmo respinse anche l'offensiva degli svedesi eseguita in Prussia Orientale, scacciando gli invasori da ogni territorio che prima occupavano.
Con il trattato di Nimega del 1678, l'imperatore Leopoldo I d'Asburgo, vassallo e alleato del Brandeburgo, strinse una pace autonoma con la Francia. Questa scelta irretì non poco Federico Guglielmo, il quale desiderava preservare ogni singola porzione di territorio conquistata durante il conflitto. Tuttavia, essendo il solo a difendere questa posizione e venendo costretto ad accettare la pace su spinta di Parigi, il principe del Brandeburgo si trovò costretto a firmare il 29 giugno 1679 il trattato di Saint-Germain-en-Laye del 1679. Ai sensi dell'intesa, Federico Guglielmo accettava di rinunciare a quanto aveva conquistato militarmente durante la guerra. Una volta sconfitta, la Danimarca firmò la pace di Lund con la Svezia il 26 settembre 1679. Entrambi i trattati ripristinarono la situazione precedente all'inizio della guerra (status quo ante bellum).
La storiografia del XIX secolo considerava la guerra del Nord del 1674-1679 composta da due conflitti separati. Per i tedeschi, la "guerra svedese-brandeburghese" (Schwedisch-Brandenburgischer Krieg), la quale comprendeva gli eventi accaduti sul fronte settentrionale tedesco, veniva ritenuta quella degna di maggiore rilievo. Al contrario, nella storiografia danese e svedese, sulla base di argomentazioni simili, si assegnava maggiore enfasi alla "guerra di Scania" (Skånske Krig/Skånska kriget), ovvero alle operazioni belliche eseguite nella Svezia meridionale e nel Mar Baltico. Gli storici moderni non tendono a separare i due conflitti summenzionati, anche perché entrambi furono combattuti dalle medesime potenze europee. Nella sostanza, gli eventi bellici avvenuti tra 1674 e 1679 si svolsero semplicemente in maniera contemporanea e su fronti geograficamente distinti (Scania, Mar Baltico, Pomerania svedese, Brema-Verden e Prussia Orientale), senza che ciò avesse impedito lo spostamento di forze d'attacco militari da un fronte all'altro. Sebbene le lotte fossero terminare con un esito tutto sommato accettabile per i gialloblù, considerata la situazione sfavorevole in essere prima della firma del trattato di Saint-Germain-en-Laye del 1679, la Svezia perse il suo status di potenza indiscussa nello scenario dell'Europa nord-orientale.

## Antefatti

### Oltre la guerra del Nord del 1655-1660 e la guerra di devoluzione

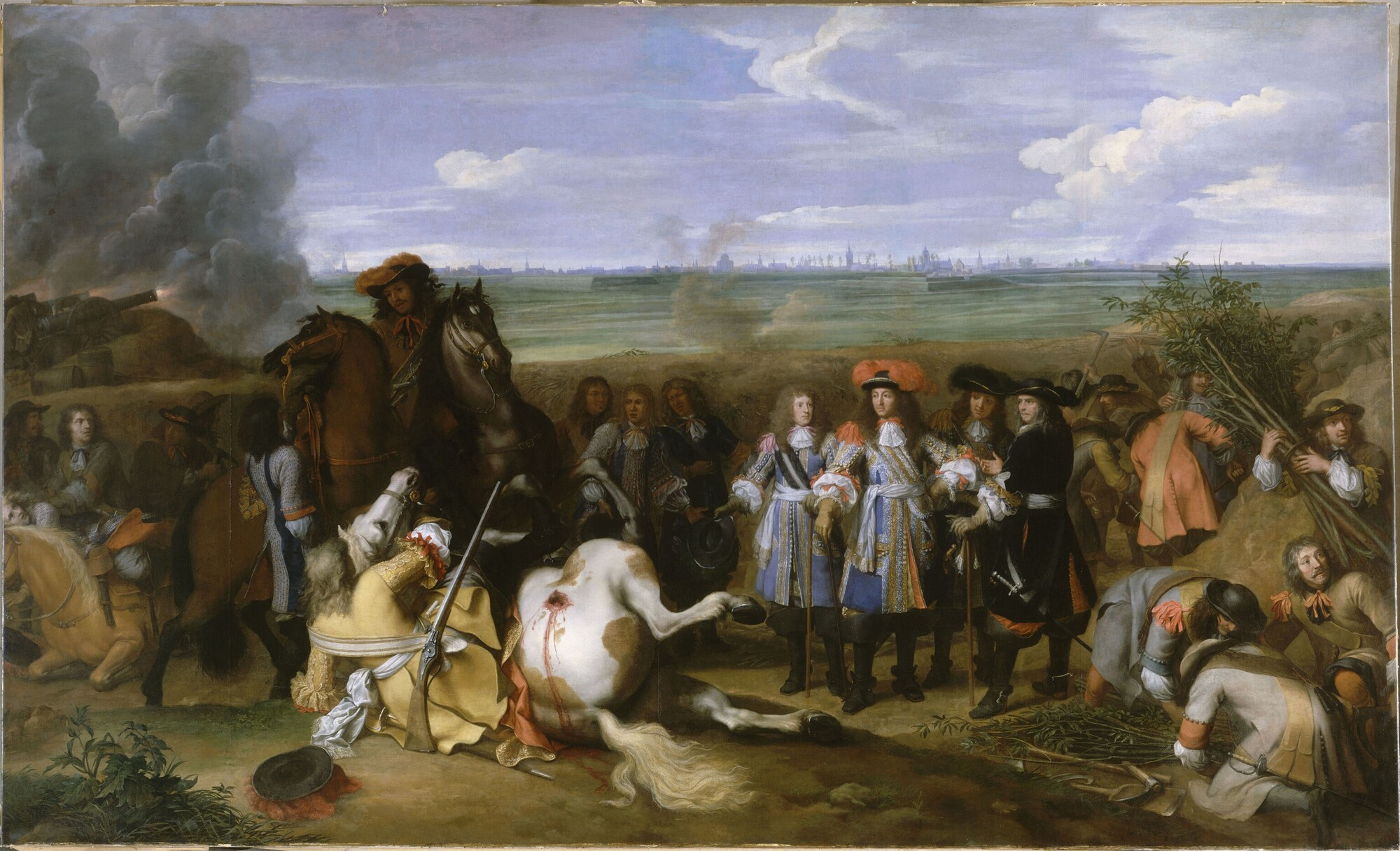
Luigi XIV attorniato dai fedelissimi nelle Fiandre con le città conquistate sullo sfondo durante la guerra di devoluzione

La seconda guerra del Nord del 1655-1660 provò notevolmente l'esercito della Svezia. Allo stesso tempo, nel 1659 il re Luigi XIV di Francia e il cardinale Giulio Mazzarino riuscirono a risultare vittoriosi nella guerra franco-spagnola, esplosa ormai dal 1635, che si concluse con la pace dei Pirenei. Tempo dopo, il re aveva inoltre represso la Fronda parlamentare, una rivolta scatenata dai nobili contro la corona, nel 1653. Nel 1667, Luigi si convinse a inserirsi nella lotta per l'egemonia europea. Sfruttando come pretesto una disputa ereditaria (la questione della "devoluzione"), attaccò i Paesi Bassi meridionali nel 1667.
Tuttavia, durante quella che sarebbe passata alla storia proprio come guerra di devoluzione, Luigi incontrò la resistenza di una sua vecchia alleata, la protestante Repubblica delle Sette Province Unite. La triplice alleanza olandese-inglese-svedese, stipulata in tempi rapidi nel 1668, costrinse Luigi a ritirarsi. In virtù del trattato di Aquisgrana del 1668, la Francia dovette rinunciare al grosso delle sue conquiste belliche. Luigi incolpò i Paesi Bassi del suo fallimento e pianificò per vendetta una campagna contro quella potenza. Il suo progetto era quello di provare a isolare i Paesi Bassi in politica estera. Nel 1669 strinse un'alleanza con Federico Guglielmo I di Brandeburgo, così come dal 1670 con l'Elettorato di Baviera, sostenendo le loro rivendicazioni sui territori austriaci. Il re francese non poteva contare sulla monarchia asburgica, malgrado quest'ultima auspicasse fortemente lo sradicamento (exstirpatio) dell'«eresia protestante» nei Paesi Bassi; Vienna desiderava impedire, più di ogni altra cosa e ad ogni costo, la politica espansionistica di Parigi.

### Scoppio della guerra d'Olanda
Nel marzo del 1672, il re Carlo II d'Inghilterra e il re Luigi XIV di Francia dichiararono guerra ai Paesi Bassi. Per la Francia era fondamentale ottenere l'alleanza dell'altrettanto protestante Elettorato di Brandeburgo (Brandeburgo-Prussia), o almeno assicurarsi la sua neutralità. Tuttavia, gli sforzi dei diplomatici francesi che lavoravano a Berlino non ebbero successo. Federico Guglielmo I di Brandeburgo firmò un accordo di alleanza con il principe Guglielmo d'Orange, governatore delle Province olandesi, a Potsdam il 16 maggio 1672, in base al quale Federico Guglielmo si impegnava a fornire agli olandesi 20 000 soldati in cambio di sostegni finanziari.
Poco dopo, nel giugno 1672, l'alleanza anglo-francese attaccò le Province Unite olandesi, facendo scoppiare la guerra d'Olanda e la terza guerra anglo-olandese. Le truppe francesi si avvicinarono ad Amsterdam in breve tempo, ma gli olandesi riuscirono a contenere l'avanzata del nemico, sia pur sacrificando varie delle proprie difese. Nell'agosto del 1672, il principe elettore Federico Augusto marciò al comando di 20 000 uomini alle porte di Halberstadt per incontrare le forze imperiali. L'arrivo delle truppe brandeburghesi diede a Luigi XIV l'opportunità di reindirizzare 40 000 uomini dal fronte olandese alla Westfalia sotto il comando di Henri de La Tour d'Auvergne, visconte di Turenne, il quale attaccò i brandeburghesi. Constatata la situazione, Federico Guglielmo preferì abbandonare l'alleanza con i Paesi Bassi e il 16 giugno 1673 concluse il trattato di Vossem, garantendo la sua neutralità. In cambio, la Francia concedeva gli aiuti finanziari promessi dai Paesi Bassi e restituiva il possesso del ducato di Kleve occupato dalle truppe cisalpine. A quel punto, il Brandeburgo si ritirò temporaneamente dalla guerra. Tuttavia, il trattato di Vossem non sanciva alcun vincolo nei confronti di Federico Guglielmo in caso di dichiarazione di una guerra pan-imperiale (Reichskrieg); in qual caso, in qualità di principe elettore del Sacro Romano Impero, egli avrebbe avuto il diritto e il dovere di combattere nuovamente contro la Francia al fianco del suo imperatore (cosa che fece nel 1674).
Nello stesso anno, il 1673, il Brandeburgo-Prussia siglò un trattato di difesa decennale con il regno di Svezia. Tuttavia, in caso di guerra straniera, a entrambe le parti si riconosceva la facoltà di aderire a un'alleanza militare. Al contempo il re di Svezia era un principe vassallo del Sacro Romano Impero. In linea di principio, in caso di dichiarazione di guerra tra tedeschi e francesi, la Svezia avrebbe dovuto combattere contro la Francia al fianco dell'imperatore, potendo al massimo comunicare la sua non belligeranza. Federico Guglielmo confidava quindi nel fatto che la Svezia non sarebbe entrata in guerra a fianco della Francia, una speranza questa rafforzata dal trattato di difesa prussiano-svedese.
Il 1º luglio 1674, Federico Guglielmo I di Brandeburgo ribadì nuovamente la sua adesione all'alleanza anti-francese. A luglio, l'esercito del visconte di Turenne invase il Palatinato renano e devastò l'Elettorato del Palatinato. La dieta imperiale (Reichstag) dichiarò la Francia nemica dell'Impero (Reichsfeind) e le dichiarò guerra (Reichskrieg). Il 23 agosto 1674, un contingente brandeburghese composta da 20 000 uomini al comando del principe elettore Federico Guglielmo marciò verso Strasburgo, venendo raggiunto ad ottobre dall'esercito del feldmaresciallo imperiale Raimondo Montecuccoli.
Quando le armate del Brandeburgo arrivarono, l'Impero e i suoi alleati lungo il Reno erano in inferiorità numerica, ma ciononostante le truppe francesi su questo fronte ebbero difficoltà ad affrontarle. Alla fine, il 26 dicembre 1674, il visconte Turenne prevalse nella battaglia di Turckheim combattuta a ridosso dell'omonima città in Alsazia sugli eserciti combinati del Sacro Romano Impero e del Brandeburgo. Turckheim fu in seguito saccheggiata, ma le sue truppe subirono perdite così gravi che dopo la battaglia la forza principale imperiale (Reichsheer) e i suoi alleati poterono ritirarsi senza ostacoli. I brandeburghesi trascorsero l'inverno nella zona di Schweinfurt. Per il comando francese divenne fondamentale rendere meno gravoso il compito di gestire il fronte del Reno.

### Alleanza militare franco-svedese
Già prima della guerra d'Olanda, la diplomazia francese stava lavorando alacremente per convincere il suo vecchio alleato, la Svezia, a entrare in guerra. Nei precedenti negoziati che portarono alla stipula della pace di Oliva del 1660, evento con cui si concluse la seconda guerra del Nord, la Svezia riuscì a preservare una piccola porzione della Pomerania soltanto grazie al forte sostegno della Francia, la quale ricordò a più riprese allo Stato scandinavo questo favore concessogli. Poco prima dello scoppio della guerra d'Olanda, nell'aprile del 1672, la Francia si impegnò a pagare un sussidio annuale di 400 000 talleri imperiali (riksdaler) alla Svezia. Dal canto suo, Stoccolma si impegnò a dislocare 16 000 soldati nella Pomerania svedese per contenere le forze brandeburghesi-prussiane. In tempo di guerra, la Francia aumentò l'importo a 600 000 talleri imperiali. La Francia si assicurò così il sostegno attivo della Svezia per la sua progettata guerra contro le Province Unite dei Paesi Bassi.
In quel frangente storico, la Svezia fu costretta a compiere sforzi economici straordinari per mantenere lo status di grande potenza che si era guadagnata nelle guerre precedenti. Il Paese stava affrontando una crisi politica interna. Sin dalla morte del re Carlo X Gustavo nel 1660, il cancelliere imperiale Magnus Gabriel De la Gardie (1622-1686) stava agendo in veste di reggente per conto del minorenne Carlo XI, divenuto maggiorenne nel 1672. Nel tentativo di salvare la condizione catastrofica in cui versava l'erario statale, il ministro delle finanze Gustaf Bonde tagliò radicalmente le spese destinate all'esercito, alla marina e al mantenimento delle fortezze. Il Paese si trovò in una situazione tale per cui gli aiuti finanziari garantiti dalla Francia apparivano quasi vitali.

### Il contrasto danese-svedese

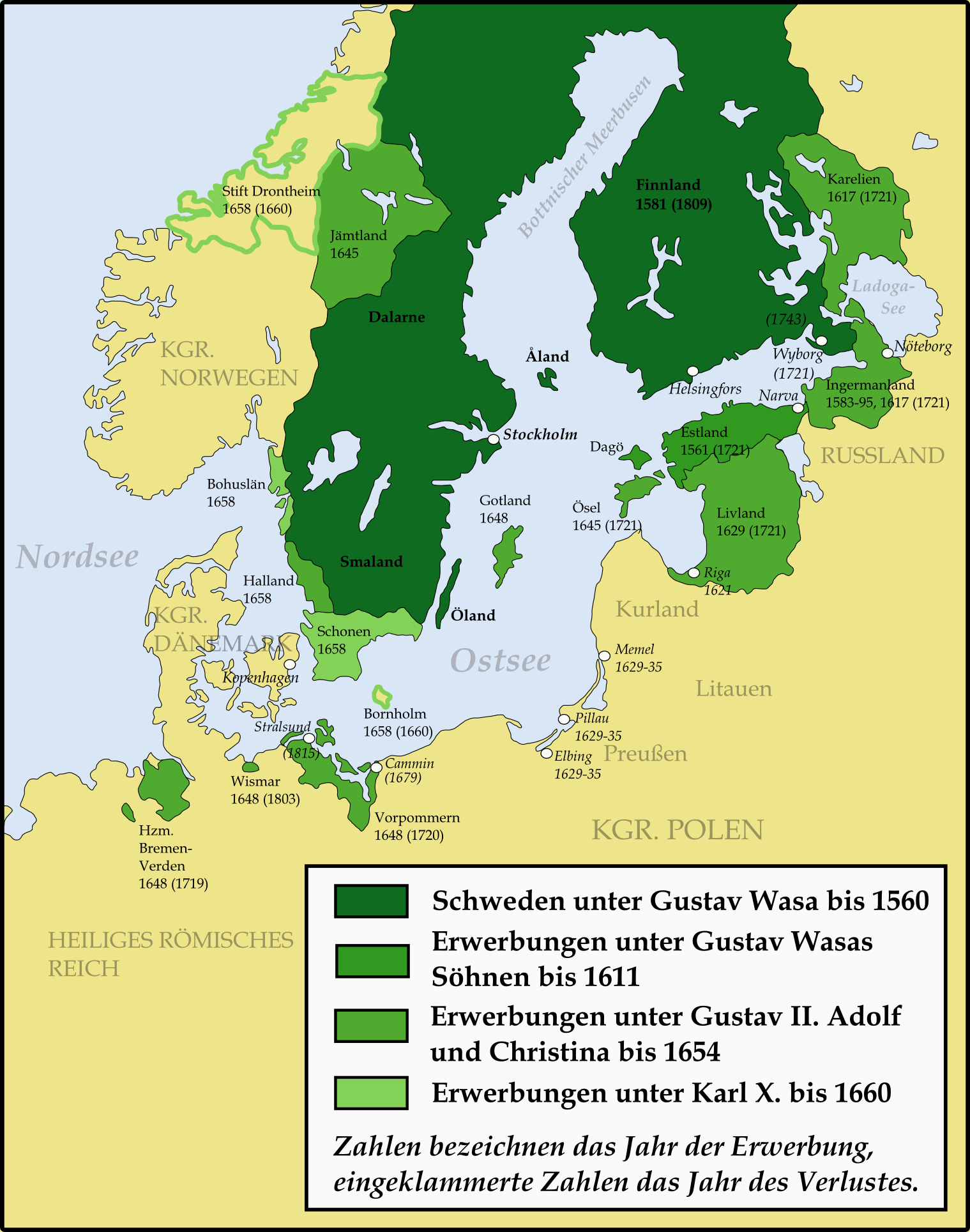
L'espansione svedese dal 1560 al 1660

In vista della guerra contro il Brandeburgo-Prussia, la Svezia dovette fare i conti anche con l'Impero asburgico e la Repubblica olandese. Per concentrare il suo potere militare su questo fronte, la nazione scandinava doveva assicurarsi di non subire attacchi dalla Danimarca-Norvegia. Alla fine del 1674, il conte Nils Brahe il Giovane (1633-1699), figlio del generale Nils Brahe il Vecchio (1604-1632), grande generale del re Gustavo Adolfo, intrattenne complicati negoziati a Copenaghen con la speranza di rafforzare le relazioni di amicizia. Con riluttanza, in quella fase la Danimarca assicurò alla corona svedese la sua momentanea neutralità.
Tra il 1643 e il 1661, la Danimarca-Norvegia combatté due guerre per la provincia svedese della Scania, ma entrambe si conclusero con la sconfitta della Danimarca. Con il trattato di Brömsebro del 1645, che pose fine alla cosiddetta guerra di Torstenson del 1643-1645, le province di Jämtland, Härjedalen, Gotland e Saaremaa furono cedute alla Svezia. Alla fine della guerra danese-svedese del 1657-1658, in applicazione di quanto statuito dal trattato di Roskilde del 1658, la Danimarca perse il controllo della vasta area della Svezia meridionale conosciuta come Skåneland, composta dalle province della Scania, di Blekinge e di Halland. Nel trattato di Copenaghen del 1660 che pose fine alla seconda guerra del Nord, i danesi furono in grado di recuperare possesso della sola isola di Bornholm. Incapace di far fronte alle perdite territoriali patite, Copenaghen elaborò dei piani segreti finalizzati alla riconquista. Il latente antagonismo danese-svedese fu esacerbato dalla contesa sul ducato di Holstein e sul ducato di Schleswig. Queste due regioni rientravano infatti nella dote della vedova del re Carlo X Gustavo X, la principessa Edvige Eleonora di Holstein-Gottorp, morta nel 1660 e rivendicata dalla corona svedese. Negli anni Sessanta del Seicento, il governo danese, che si preparava a rivedere i trattati di pace con la Svezia, concluse alleanze militari "a scopo difensivo" con le Province Unite dei Paesi Bassi e il Brandeburgo-Prussia.
Viste le difficoltà con cui procedevano i negoziati con la Danimarca, lo stato maggiore svedese iniziò a considerare i preparativi necessari ad allestire una rapida campagna preventiva. Per questa ragione, si pensò di ordinare al feldmaresciallo Carl Gustav Wrangel, il comandante in capo delle forze svedesi, di sbarcare nella penisola danese di Holstein. Wrangel caldeggiò vivamente il piano, ma l'ambasciatore francese alleato, che preferiva dare priorità alla campagna contro il Brandeburgo, si oppose all'idea e finì per farla accantonare.

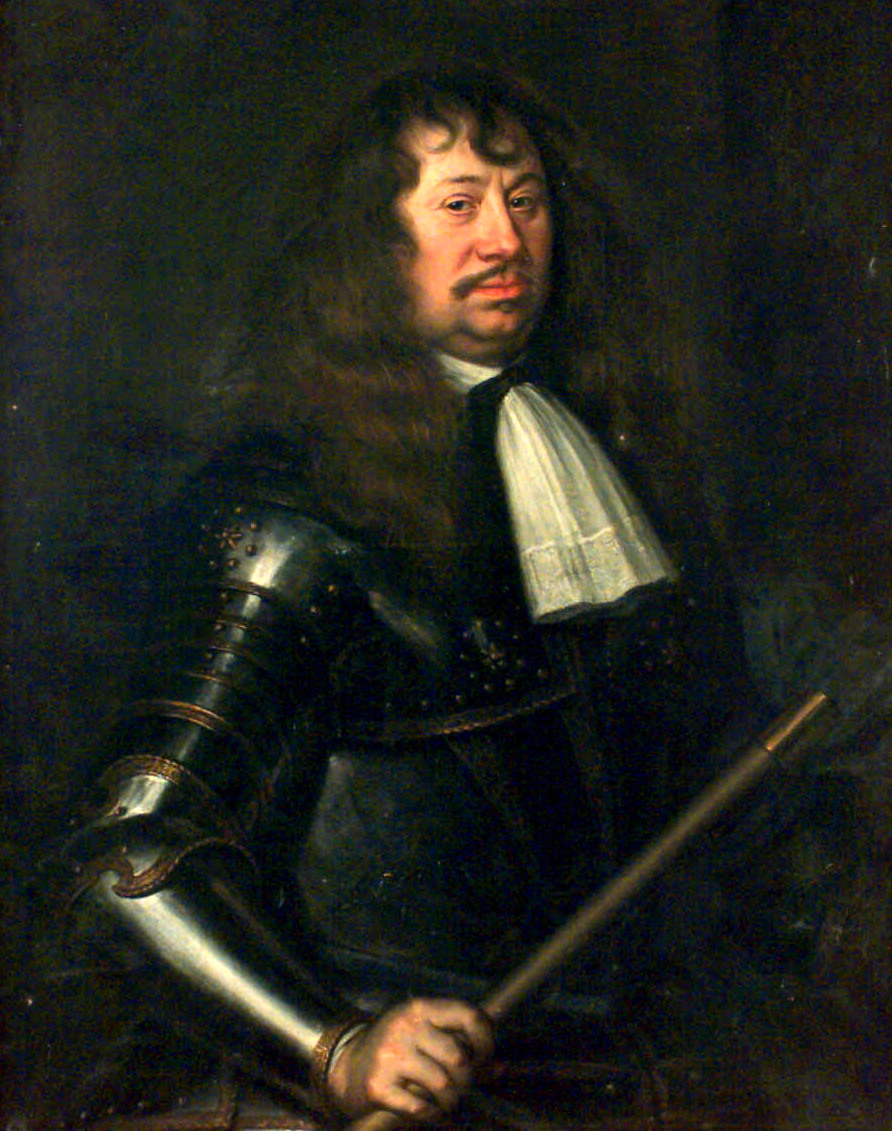
Il feldmaresciallo Carl Gustav Wrangel, comandante in capo delle forze svedesi nel Brandeburgo

Come previsto dalla nuova operazione militare pianificata, le forze svedesi preposte per attaccare il Brandeburgo si radunarono nella Pomerania svedese, ovvero la parte occidentale del ducato di Pomerania passata in capo al regno di Svezia a titolo di feudo in sintonia con le disposizioni della pace di Vestfalia del 1648. Il principe Giovanni Giorgio II di Anhalt, incaricato di amministrare il Brandeburgo ad interim per via dell'assenza di Federico Guglielmo, fu informato dei movimenti di truppe e se ne preoccupò molto. L'esperto colonnello prussiano Georg Adolf von Mikrander inviò un suo uomo dal feldmaresciallo Wrangel per chiedere a quale scopo fossero state compiute queste manovre. Tuttavia, Wrangel non rivelò le sue intenzioni e respinse anche le iniziative negoziali avanzate dal principe Giovanni Giorgio II di Anhalt.

## Svolgimento del conflitto

### Prime operazioni (1674-1675)

#### Invasione svedese del Brandeburgo (1675)
Sebbene Carlo XI si fosse impegnato nel trattato di alleanza con la Francia a lanciare una campagna contro gli stati del Sacro Romano Impero nel novembre 1674, il cancelliere svedese ritardò l'inizio delle operazioni di un mese. L'ambasciatore cisalpino aveva invero già sollecitato un'invasione delle province imperiali ereditarie, ma la Svezia ritenne tale scenario impossibile da concretizzare.
Su forte incoraggiamento dell'inviato reale francese, il contingente svedese si concentrò in Pomerania e approfittò dell'assenza dell'esercito brandeburghese; forte di 13 000-16 000 uomini e 30 cannoni, il feldmaresciallo Carl Gustav Wrangel marciò senza aver prima recapitato una dichiarazione di guerra nell'Uckermark e nel Brandeburgo nord-orientale partendo da Pasewalk (un insediamento situato nei pressi dell'odierno confine tra la Germania e la Polonia). Le truppe si accamparono nella zona di Prenzlau e non eseguirono alcuna manovra per un po' di tempo. All'inizio del febbraio 1675 i combattenti ripartirono e si insediarono con la forza in tutto l'Uckermark, nel Prignitz, nella Nuova Marca e nell'intera Pomerania Orientale (Hinterpommern), spingendosi fino a Lauenburg (oggi Lębork, in Polonia). La massiccia invasione svedese del Brandeburgo del 1674-1675 (in tedesco Schwedeneinfall) coincise con l'inizio della guerra svedese-brandeburghese, che durò per due anni ma ebbe degli strascichi fino al 1678. Le deboli truppe del Brandeburgo attive nell'area si ritirarono sulla linea della fortezza lungo il fiume Havel. Gli aggressori si prepararono dunque a trascorrere l'inverno in accampamenti o nelle roccaforti conquistate.
Nel maggio del 1675, gli svedesi lanciarono la loro campagna di primavera per attraversare il fiume Elba e unirsi all'esercito di 13 000 uomini capeggiato dal loro alleato, il principe Giovanni Federico di Brunswick-Lüneburg, che li attendeva. I due eserciti dovettero condurre operazioni abbastanza complicate nella parte del Brandeburgo imperiale situata sul Reno, nella speranza di favorire l'esercito reale francese che era impegnato su un altro punto dello stesso fiume; l'obiettivo di aiutare i cisalpini era essenziale per consentire il dispiegamento di maggiori truppe. L'equipaggiamento, la tenacia in combattimento, la disciplina e la qualità del comando delle truppe gialloblù che entrarono nel Brandeburgo settentrionale si dimostrarono di gran lunga inferiori rispetto agli eserciti svedesi che avevano trionfato nelle guerre precedenti. Ciononostante, la temibile reputazione guadagnatasi un tempo suscitò timore reverenziale e permise ai combattenti scandinavi di beneficiare di qualche rapido successo iniziale. Nel giro di breve tempo, gli svedesi sottomisero ampie zone della Marca di Brandeburgo. L'esercito non era composto esclusivamente da svedesi, in quanto vi era anche un gran numero di tedeschi della Pomerania e di mercenari tedeschi del Sacro Romano Impero, della Francia, della Scozia, dei Paesi Bassi e dell'Inghilterra.
Il generale Wrangel spostò il suo quartier generale a Havelberg e si preparò ad attraversare l'Elba. Le zone di campagna teutoniche soffrirono molto il comportamento violento degli invasori svedesi. L'esercito non risparmiò la popolazione civile, tanto che apparivano all'ordine del giorno gravi atrocità, saccheggi, rapine e stupri. Secondo diversi storici contemporanei, la portata e la brutalità degli aggressori contro i locali furono persino peggiori del terribile ricordo rappresentata dalla guerra dei Trent'anni. L'esercito svedese si era già lasciato andare alle stesse nefandezze durante la guerra in Polonia circa due decenni prima nell'ambito del cosiddetto diluvio, causando gravi danni pure nel Granducato di Lituania.

#### Sconfitta svedese nel Brandeburgo (1675)

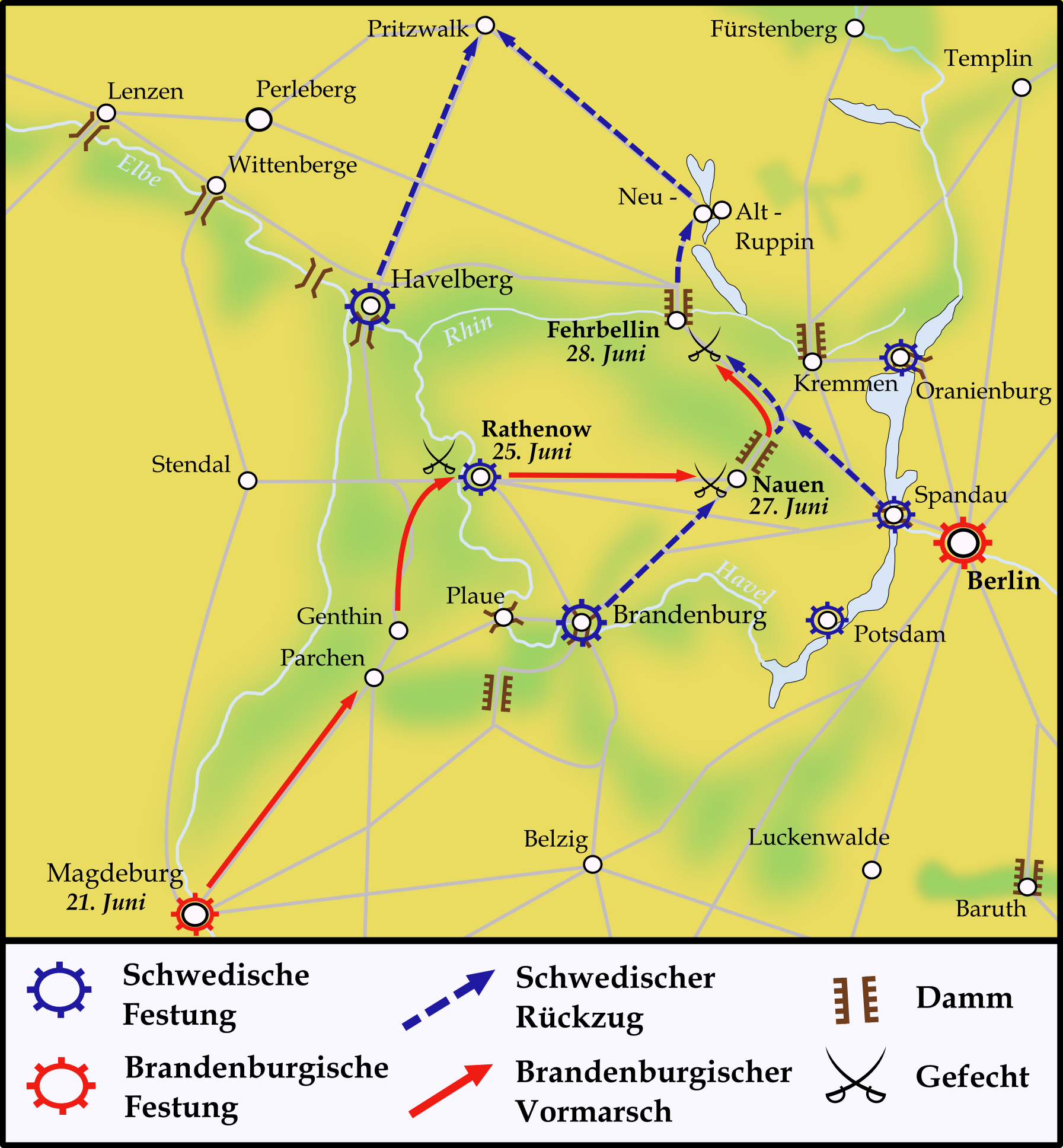
La campagna di Federico Guglielmo del 23-29 giugno 1675

Temendo il peggio per la sua terra, Federico Guglielmo I di Brandeburgo, che combatteva nella coalizione dell'imperatore, chiese aiuto immediato ai suoi alleati. Su sua sollecitazione, i Paesi Bassi e la Spagna dichiararono guerra alla Svezia nel 1675. Il Brandeburgo non ricevette ulteriore sostegno, né dall'Impero né dalla Danimarca, nonostante il Brandeburgo-Prussia e Copenaghen avessero già stretto un'alleanza militare prima dello scoppio del conflitto. Rimasto privo di aiuti sostanziali, Federico Guglielmo decise di condurre le sue truppe autonomamente contro gli svedesi per scacciarli dalla Marca di Brandeburgo.
All'inizio di giugno del 1675, l'esercito di Federico Guglielmo, guidato dall'Elettore e dal feldmaresciallo Derfflinger, marciò dal suo accampamento sul fiume Meno. Raggiunta Magdeburgo il 21 giugno, seguì una settimana di intensi scontri. Il 27 ebbe luogo la battaglia di Nauen, conclusasi con una vittoria dei tedeschi. Attaccando continuamente in diversi punti, i brandeburghesi riuscirono a far uscire le truppe svedesi dalle loro posizioni infliggendo pesanti perdite e, inseguendoli in maniera costante, li scacciarono dall'intero Brandeburgo, confinandole nella Pomerania svedese e relegandole a dove si trovavano prima della campagna. Il 25 giugno 1675 (15 giugno nel calendario gregoriano), il feldmaresciallo Derfflinger prese d'assalto la città di Rathenow e la espugnò a seguito di un feroce scontro. Poco dopo, tra il 28 e il 29 giugno 1675, ebbe luogo la decisiva battaglia di Fehrbellin, in occasione della quale le truppe svedesi furono colte di sorpresa e durante la ritirata subirono una grossa disfatta per mano dei loro nemici.
La sconfitta svedese riportata a Fehrbellin suscitò clamore nell'intera Europa. «L'esercito del Brandeburgo, che non aveva mai marciato in battaglia da solo, era riuscito a scacciare il brillante esercito svedese dal campo degli scontri». Il generale a capo delle armate, Federico Guglielmo, dopo l'incredibile vittoria iniziò a essere chiamato "Grande Principe Elettore". Dopo la campagna, le galvanizzate forze del Brandeburgo marciarono nel neutrale Meclemburgo e vi si insediarono in maniera stabile, sfruttandolo come testa di ponte.

#### Crisi politica in Svezia
La sconfitta delle armate gialloblù provocò una crisi politica a Stoccolma, in quanto divenne evidente quanto fossero ormai compromessi i piani di guerra strategica svedesi. Pur essendo la sconfitta militare non devastante oltre una certa soglia, le aspirazioni di grande potenza perseguite dalla Svezia erano destinate a eclissarsi. La Svezia, che apparì in quel momento decisamente vulnerabile, dovette accettare il gran numero di Stati che avrebbero potuto potenzialmente attaccarla per sfruttare il momento favorevole. Per tale ragione, ci si convinse a concentrare le proprie forze sulla difesa del regno.

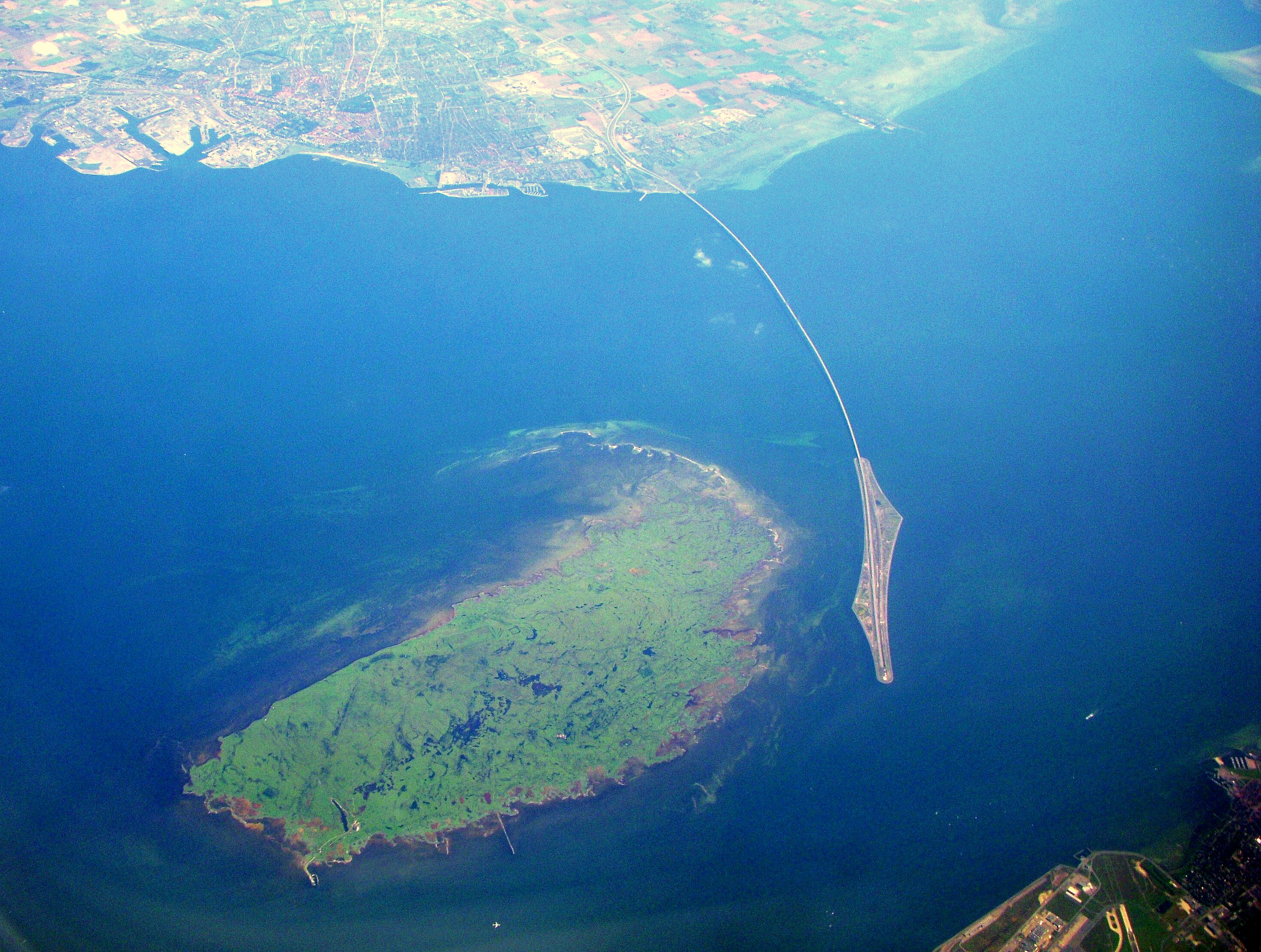
Immagine dall'alto dello stretto di Øresund (2011). Fu attraversato nel 1676 da Carlo XI di Svezia per impedire alla flotta olandese di accedere al Mar Baltico

Il re Carlo XI ordinò un massiccio programma di riarmamento. Questo progetto fu ostacolato dall'amministrazione statale, la quale si rivelò scarsamente organizzata e decisamente lenta. Il re assunse i poteri di diversi funzionari e quelli del cancelliere, anteponendo al primo posto le esigenze dell'esercito e della flotta. La Svezia confidava innanzitutto nella speranza di plasmare una forte marina militare, prodigandosi a più riprese per equipaggiarla in maniera migliore e ampliandone il numero di imbarcazioni disponibili. Il nuovo piano strategico di guerra svedese prevedeva un inevitabile confronto con la marina reale danese, che si ipotizzava di superare in combattimento. La flotta svedese solcò dunque le acque dello stretto di Øresund, di fronte a Copenaghen, per impedire alla flotta olandese (ostile a Stoccolma) di accedere al Mar Baltico, intercettare i trasporti mercantili nemici e costringere la Danimarca a ritirare le sue forze terrestri dal territorio tedesco. Le truppe svedesi sbarcarono quindi da due direzioni sull'isola danese della Selandia. Le truppe svedesi partite dalla Scania erano guidate da Carlo XI, mentre l'esercito che viaggiava dalla Pomerania svedese era comandato dal feldmaresciallo Wrangel.

#### Entrata in guerra del Sacro Romano Impero e della Danimarca (1675)
La vittoria riportata a Fehrbellin dal Brandeburgo incoraggiò il Sacro Romano Impero a partecipare seriamente al conflitto. Il 17 luglio 1675, l'imperatore Leopoldo I d'Asburgo dichiarò la Svezia sua nemica (Reichsfeind) e dichiarò una «guerra totale» (Reichskrieg) contro di essa. A causa del gran numero di tedeschi in servizio nell'esercito svedese, un decreto imperiale (Mandata avocatoria et inibitoriia) vietò a tutti i sudditi tedeschi di rimanere al servizio della Svezia.
La provincia del Basso Reno-Vestfalia e quella dell'Alta Sassonia dell'impero furono incaricate di organizzare le operazioni belliche da eseguire contro gli svedesi. L'ambasciatore svedese a Vienna fu espulso dall'impero. Il 25 luglio 1675, i delegati del Brandeburgo si incontrarono con l'inviato del re danese, il tenente generale Gustav Adolf von Baudissin, e decisero di pianificare le operazioni in maniera congiunta. Alla fine di luglio del 1675, i brandeburghesi, che si erano trincerati nel Meclemburgo, furono raggiunti da un contingente imperiale di 5 300 uomini al comando del conte e tenente generale Coop. L'alleato degli svedesi, il duca Giovanni Federico di Brunswick-Lüneburg, constatò le «mutate circostanze» e dichiarò in tutta fretta la sua neutralità. Dal conto loro, il Principato vescovile di Münster e il Ducato di Lüneburg presero posizione contro la Svezia. Alla fine di luglio, anche il regno di Danimarca aderì all'alleanza anti-svedese.

#### Campagna danese in Pomerania (1675)

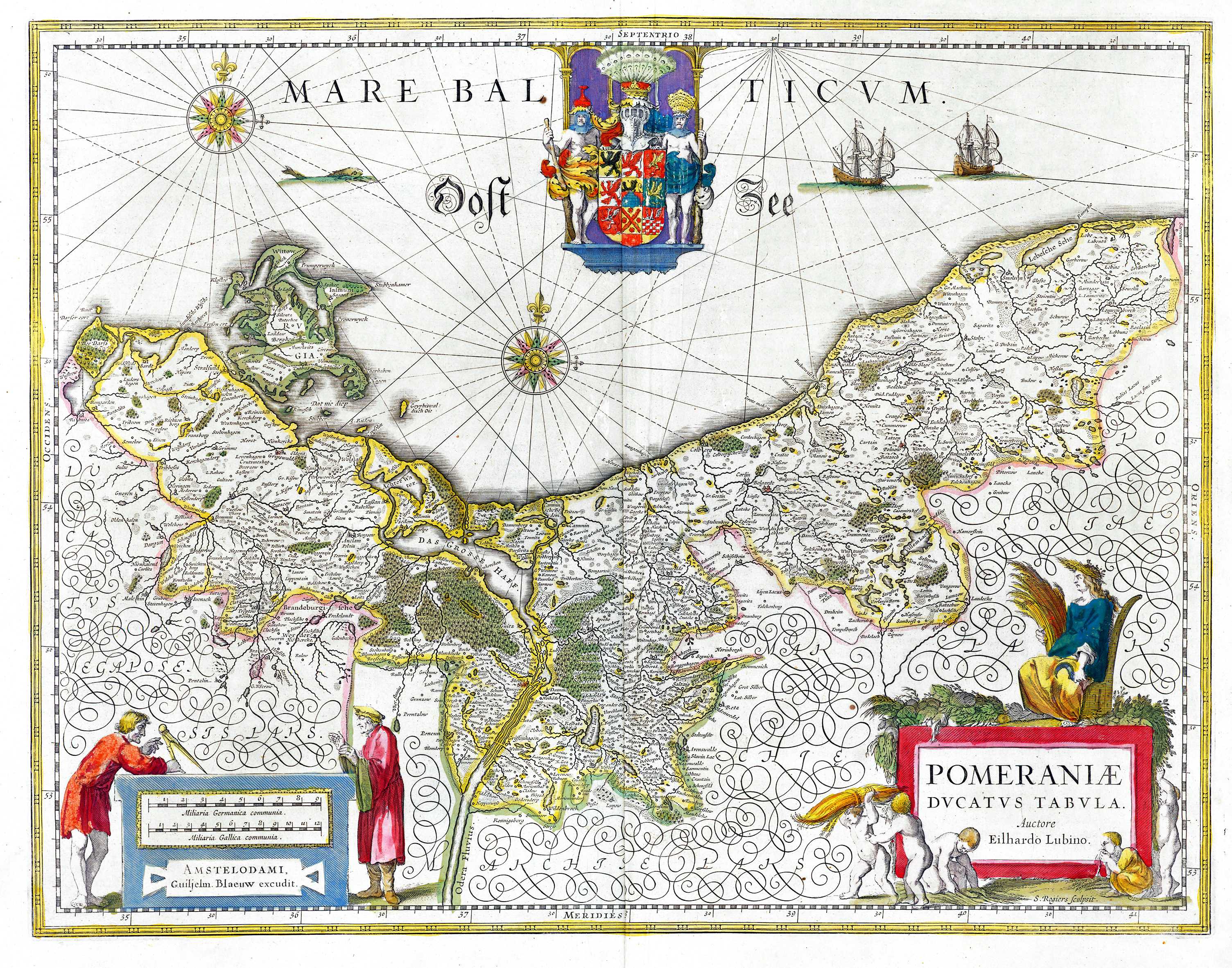
La Pomerania nel XVII secolo

L'esercito di terra di Cristiano V, re della Danimarca e della Norvegia, che si stava preparando alla guerra, poteva contare su 20 000 soldati, organizzati in 30 reggimenti di cavalleria e fanteria. La marina reale danese, messa in stato di allerta, era composta da 42 navi da guerra, di cui la più piccola era dotata di 30 cannoni, la più grande di 80. In vista degli scontri, l'esercito danese chiuse ogni accesso alle strade percorribili nell'Holstein, fino ad Amburgo. Una nave da guerra danese e una olandese si misero a presidiare lo stretto del Kattegat. Il primo conflitto armato ebbe luogo il 12 agosto 1675, quando due navi da guerra danesi con un equipaggio di 80 uomini provenienti da Glückstadt attaccarono la dogana svedese che controllava il fiume Elba a Stade (Brunshauser Schanze). Le guardie fluviali svedesi le respinsero e affondarono una delle navi danesi, uccidendo 40 marinai; l'altra imbarcazione, invece, riuscì a ritirarsi.
La forza d'invasione danese si riunì a Bad Oldesloe, nell'Holstein, sotto il comando del feldmaresciallo Adam Weyher (1613-1676). Il 22 agosto 1675, la flotta danese, affiancata da navi da guerra olandesi, ricevette l'ordine di salpare. La flotta navigò in tutta fretta nel Mar Baltico dirigendosi al largo della Pomerania svedese. Il 2 settembre 1675 la Danimarca dichiarò guerra alla Svezia. Il 3 settembre, il re Cristiano V lasciò Copenaghen e arrivò a Bad Oldesloe il giorno 9 dello stesso mese, dove ispezionò la forza d'invasione agli ordini del feldmaresciallo Weyher, composta da 18 000 soldati e 40 cannoni da campo.
Il 12 settembre e alla testa di 16 000 soldati, il re iniziò a marciare nel territorio del Brandeburgo attraverso il Meclemburgo settentrionale, dirigendosi verso Gadebusch, vicino a Rostock, al fine di occupare la Pomerania svedese transitando per il neutrale Meclemburgo. Lo scopo della campagna danese era quello di assistere le forze di Brandeburgo da un lato e proteggere gli interessi danesi nella regione dall'altro. Durante l'intera campagna, Cristiano V ebbe un'influenza significativa sulla gestione dell'esercito.
Le truppe danesi raggiunsero Wismar il 20 settembre 1675. Cristiano V predispose due reggimenti di cavalleria e un reggimento di dragoni per circondare la città, marciando poi verso Doberan il 21. In quel luogo, incontrò il 25 settembre Federico Guglielmo I di Brandeburgo. I due governanti suggellarono un'alleanza militare e concordarono anche sui loro obiettivi bellici; la Danimarca voleva riconquistare le province perse in virtù dei trattati di pace del 1645 e 1660, e inoltre rivendicava la città di Wismar e l'isola di Rügen. Il Brandeburgo-Prussia, da parte sua, desiderava recuperare il possesso dell'intera Pomerania svedese.

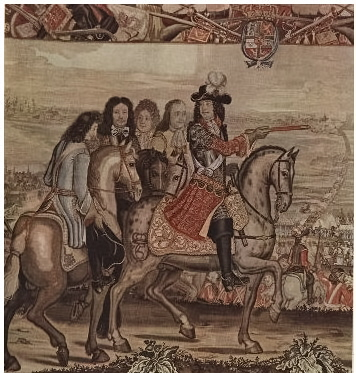
Il re Cristiano V di Danimarca e il suo seguito all'ingresso di Damgarten, 6 ottobre 1675. Arazzo contemporaneo

Le truppe danesi marciarono attraverso la città di Rostock il 29 settembre 1675 e raggiunsero poi Damgarten, la città di confine della Pomerania svedese, nella prima settimana di ottobre. Le truppe del conte tedesco Otto Wilhelm von Königsmarck, che era al servizio di Stoccolma, si trovavano trincerate lì. Nonostante il fuoco pesante sparato da svedesi e tedeschi, i danesi non riuscirono a costruire una testa di ponte sul fiume di confine, il Recknitz. Tuttavia, non potendo aggirare le postazioni svedesi-tedesche sull'altro versante a causa del terreno paludoso, si trincerarono e si creò una situazione di stallo fino al 16 ottobre.
Mentre gli alleati avanzavano verso la Pomerania svedese, il comando svedese si trovava in difficoltà. Il ritmo dell'armamento della flotta fu rallentato da decisioni sbagliate, incidenti e omissioni. Al prezzo di ripetuti ritardi, la flotta poté partire solo il 9 ottobre 1675. Il 16 ottobre essa si imbatté in una forte tempesta in alto mare vicino a Gotland. Con la maggior parte degli uomini che fu colpita dalla naupatia, il comandante della flotta ordinò di tornare indietro verso l'isola di Dalarö, raggiunta il 20 ottobre. A quel punto, i piani di guerra offensivi del re Carlo XI di Svezia furono vanificati e la difesa delle province tedesche divenne impossibile. Il fallimento dell'operazione fu causato dal cattivo equipaggiamento delle navi, dagli scarsi equipaggi, dalla mancanza di disciplina e dalla presenza di marinai poco esperti.
Il re Carlo si rese pienamente conto della discutibile organizzazione militare adottata, decidendo di assumere il controllo delle operazioni nelle sue mani. Egli limitò al minimo i poteri dei consigli reali e del cancelliere imperiale, recandosi in seguito da Stoccolma al fronte del Bohuslän, perché i danesi (assistiti da soldati norvegesi) stavano attaccando anche dal confine norvegese. La difesa venne organizzata dal feldmaresciallo Rutger von Ascheberg. Carlo XI arrivò a Vänersborg il 4 novembre 1675.
Il comandante delle truppe svedesi in Pomerania, il feldmaresciallo Carl Gustav Wrangel, lasciò il fronte e si recò a Stralsund, viaggiando poi in direzione dell'isola di Ruden, dove attendeva l'arrivo della flotta svedese. Il comando effettivo della difesa della Pomerania svedese fu affidato ai feldmarescialli Otto Wilhelm von Königsmarck e Conrad Mardefelt. Il principe elettore Federico Guglielmo, che attendeva con le sue truppe trincerate nel Meclemburgo da giugno, abbandonò le sue posizioni il 9 settembre 1675 e ordinò ai suoi uomini di iniziare a marciare. I Brandeburghesi avanzarono rapidamente verso nord-est, raggiungendo il fiume Peene, nell'area di Gützkow, il 15 ottobre. Il feldmaresciallo Mardefelt scelse di non attendere passivamente l'attacco e, poiché voleva disporre di quanti più uomini possibili, abbandonò le postazioni presidiate a Wolgast per evitare vittime e si ritirò a nord. Per le truppe danesi e brandeburghesi, ciò aprì la strada verso le aree interne della Pomerania.

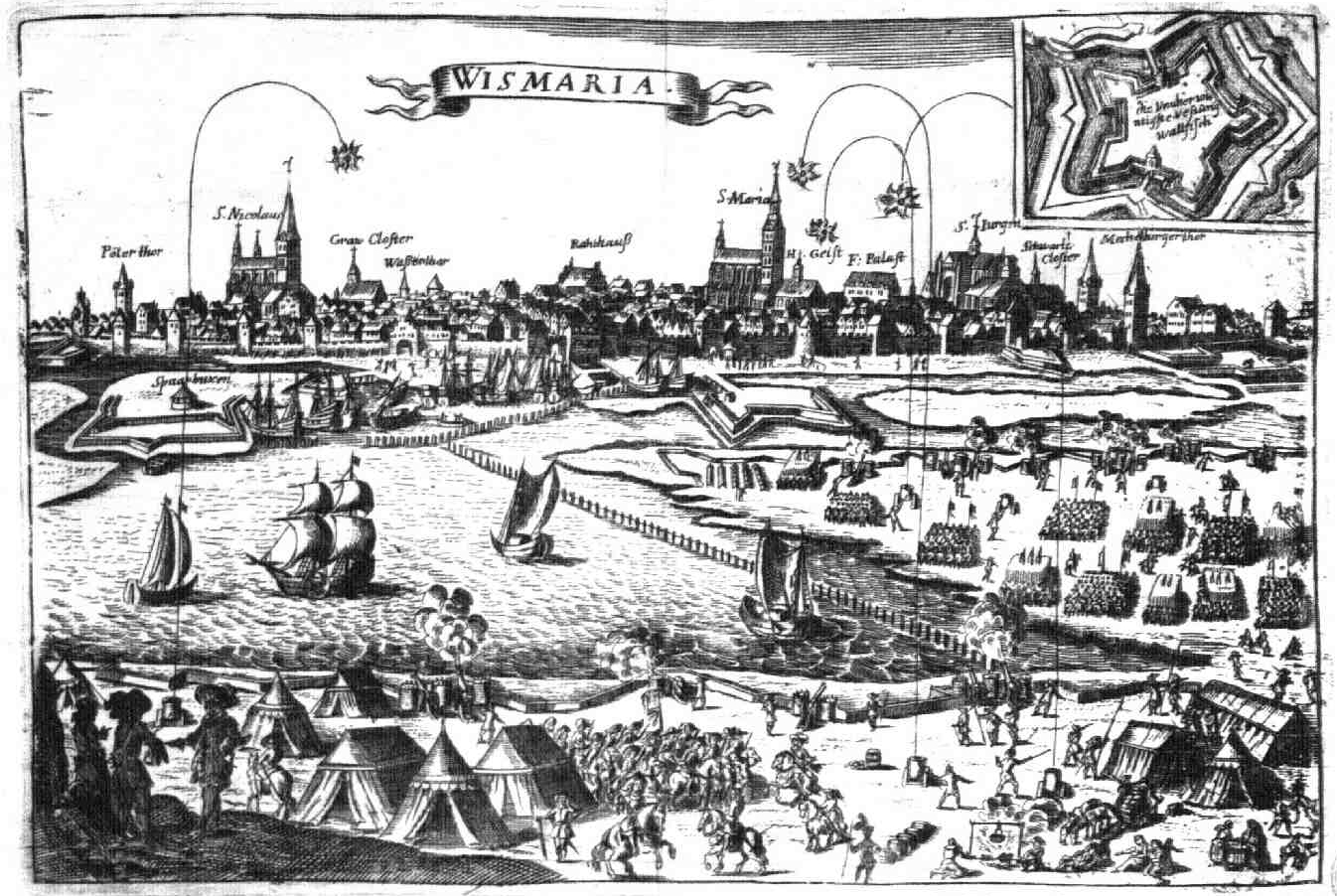
Le truppe danesi assediano Wismar (1675)

Il 16 ottobre 1675, la coalizione anti-svedese attraversò la linea del fiume Peene, mentre gli avversari evacuarono il confine del Meclemburgo e si ritirarono nelle loro città fortificate. I danesi li inseguirono fino a Stralsund, ma non tentarono di assediare l'insediamento, concentrando piuttosto le loro forze in maniera tale da colpire Wismar. Quest'ultimo porto, geograficamente collocato vicino alla Danimarca, era l'unico avamposto di grande dimensione ancora controllato dalla marina svedese sulla costa tedesca. Cristiano V di Danimarca e le sue truppe raggiunsero la città il 26 ottobre. Il 28 ottobre i difensori respinsero il primo attacco, con il risultato che gli assedianti decisero di costituire una sorta di anello stretto intorno alla città e iniziarono a bombardarla dal 1º novembre. Il porto di Wismar venne chiuso con una catena. L'8 dicembre, dopo più di un mese di scontri, la città cadde in mano ai danesi.
Nel frattempo, i brandeburghesi occuparono l'isola di Wollin tra il 10 e il 13 ottobre 1675. Il 31 ottobre, con 3 500 uomini e 8 cannoni, essi assediarono la città portuale di Wolgast, che si arrese il 10 novembre dopo un feroce combattimento. Alla fine dell'anno, gli svedesi preservavano soltanto il controllo sulle città di Stettino, Demmin, Anklam, Greifswald, Stralsund e sull'isola di Rügen. La campagna di Pomerania si trasformò da una guerra lampo a un conflitto più logorante, caratterizzato da prolungati assedi. A metà novembre, Guglielmo Federico ritirò le sue truppe a causa del rigido clima invernale che aveva cominciato ad avvertirsi molto presto, delle malattie e delle difficoltà di approvvigionamento. All'inizio del 1676, gli svedesi tentarono di riconquistare Wolgast, presidiata da una guarnigione di 300 brandeburghesi. Il 15 gennaio, gli svedesi presero d'assalto le mura con 1 500 uomini, ma vennero respinti e si registrarono 120 morti e 260 feriti.

### Campagna anti-svedese in Brema-Verden (1675-1676)

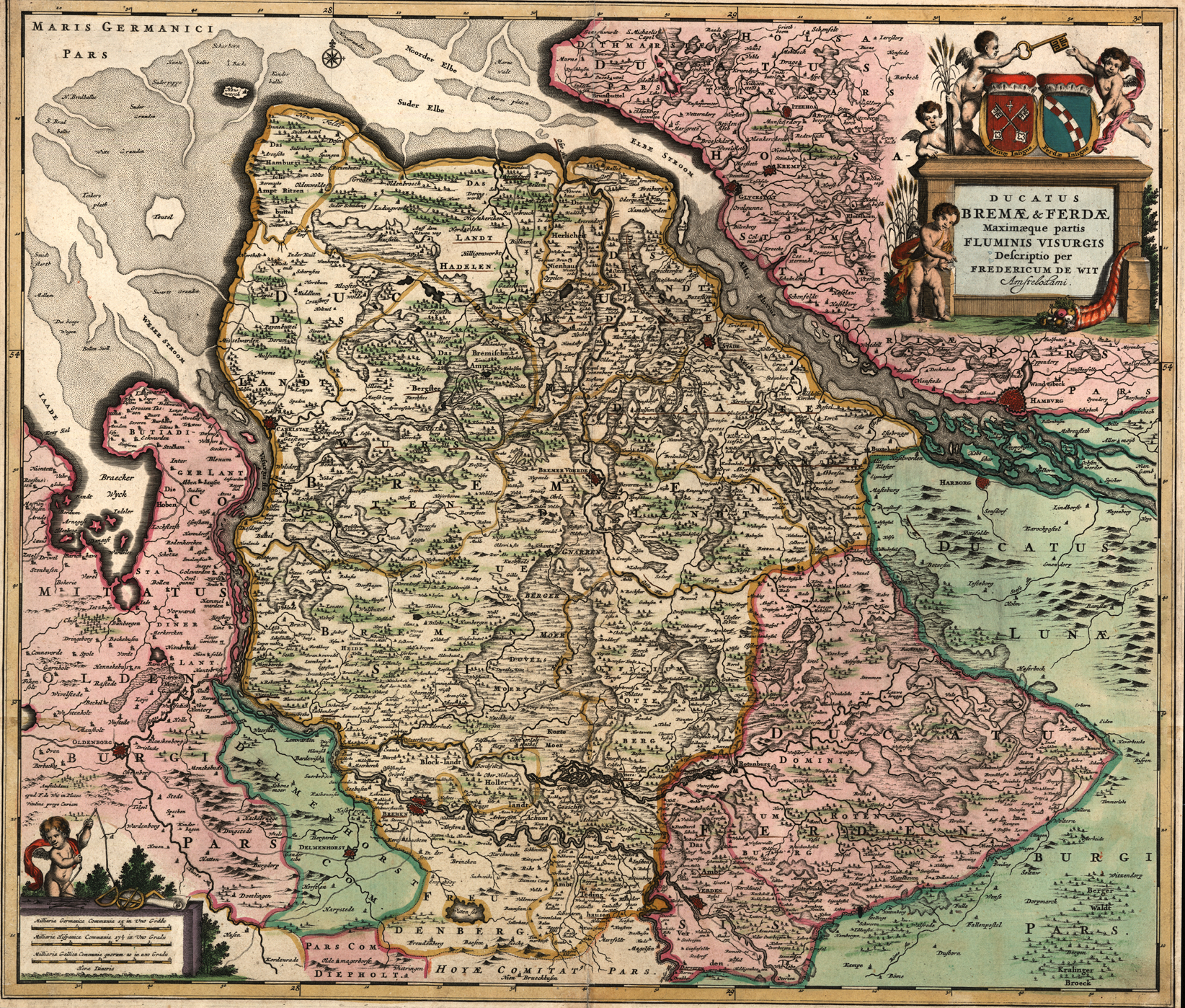
Il Brema-Verden in un'incisione su rame di Frederick de Wit, 1655

Uno dei teatri secondari della guerra fu il Brema-Verden, localizzato tra i fiumi Elba e Weser, la seconda maggiore occupazione svedese del territorio tedesco. L'alleanza brandeburgo-danese decise di occupare entrambi i ducati. Anche i due stati imperiali vicini, il Principato vescovile di Münster e il Ducato di Lüneburg si unirono all'azione.
La campagna di Brema-Verden iniziò il 15 settembre 1675. Il Münster invase i due ducati e alla fine di settembre le truppe danesi e brandeburghesi sbarcarono nella zona di Lehe (oggi parte di Bremerhaven) e Carlsburg (una fortezza nei pressi dell'attuale Bremerhaven). Per rinforzare l'assediata Carlsburg, anche gli svedesi sbarcarono delle truppe. I mercenari tedeschi al servizio di Stoccolma disertarono perché il decreto imperiale proibiva loro di impugnare le armi contro gli stati membri dell'impero tedesco-romano sotto la minaccia del bando (Reichsacht). Alla fine del 1675, gli svedesi erano stati relegati soltanto a Stade e a Carlsburg. All'inizio di novembre, i soldati dell'alleanza andarono nei quartieri invernali e la fine della campagna fu rimandata all'anno successivo. Il 13 agosto 1676, malgrado le robuste fortificazioni che circondavano Carlsburg, i difensori di quest'ultima si arresero alla fine di ottobre. Da quel momento, il Brema-Verden poteva essere dato per acquisito dalla coalizione anti-svedese. I primi conflitti politici tra il re danese e i principi tedeschi erano già scoppiati prima del 13 agosto per il possesso del territorio, con i danesi che rivendicavano per sé le fortezze strategiche. Le controparti non riuscirono a raggiungere un accordo fino alla fine della guerra. Tuttavia, questa sezione del fronte rimase di secondaria importanza per entrambi i belligeranti.

### La Scania e il teatro baltico

#### Eventi bellici nel 1676
All'inizio della campagna del 1676, Stoccolma era costretta a difendersi sulla terraferma. Tutti i possedimenti svedesi nella Germania settentrionale, dal ducato di Brema-Verden alla città assediata di Stade, erano passati in mano alla coalizione anti-svedese. In Pomerania, soltanto l'isola di Rügen e alcune fortificazioni erano ancora in mano svedese.

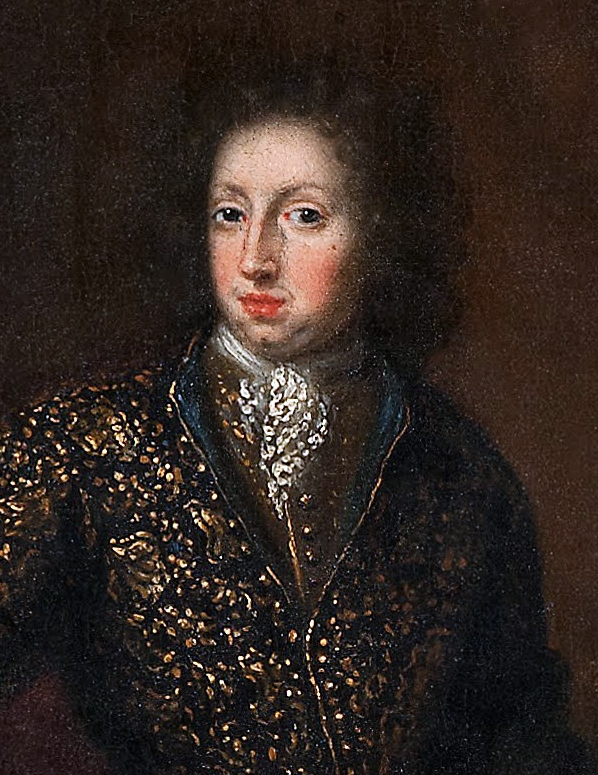
Re Carlo XI di Svezia
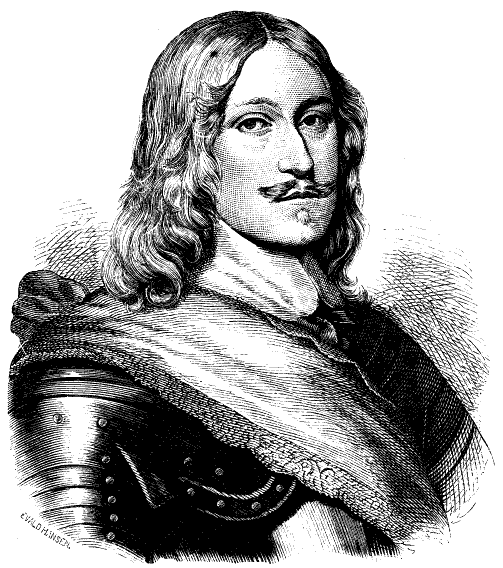
Il cancelliere Magnus Gabriel De la Gardie
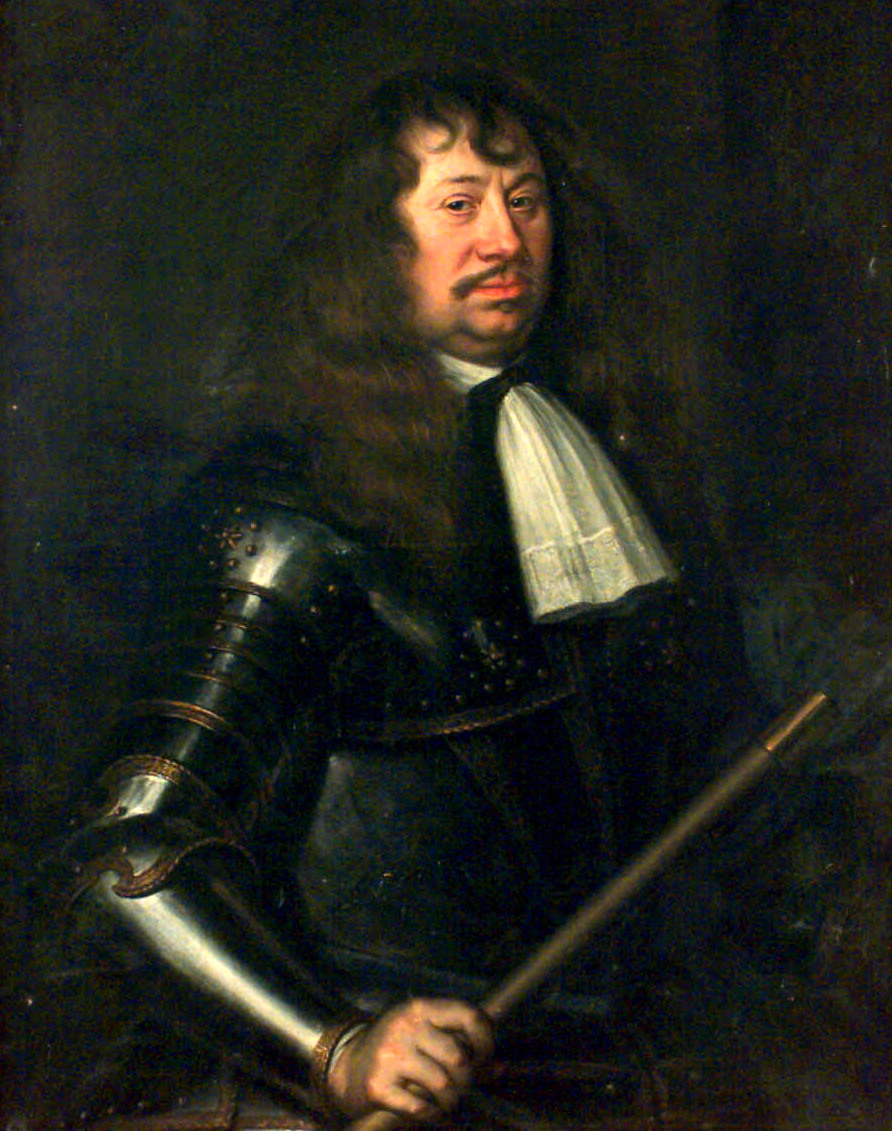
Il feldmaresciallo svedese e comandante in capo Carl Gustaf Wrangel
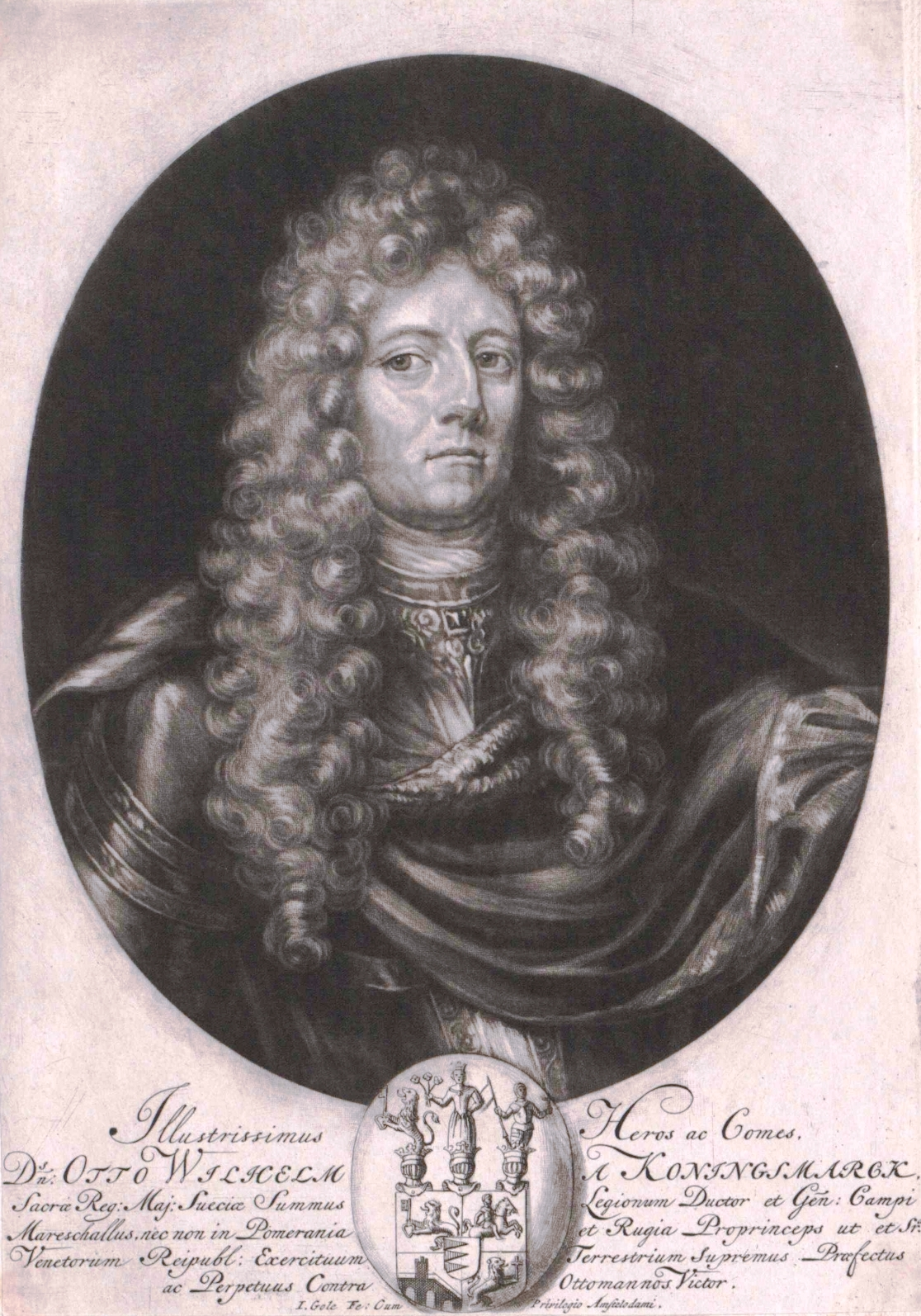
Il feldmaresciallo Otto Wilhelm von Königsmarck
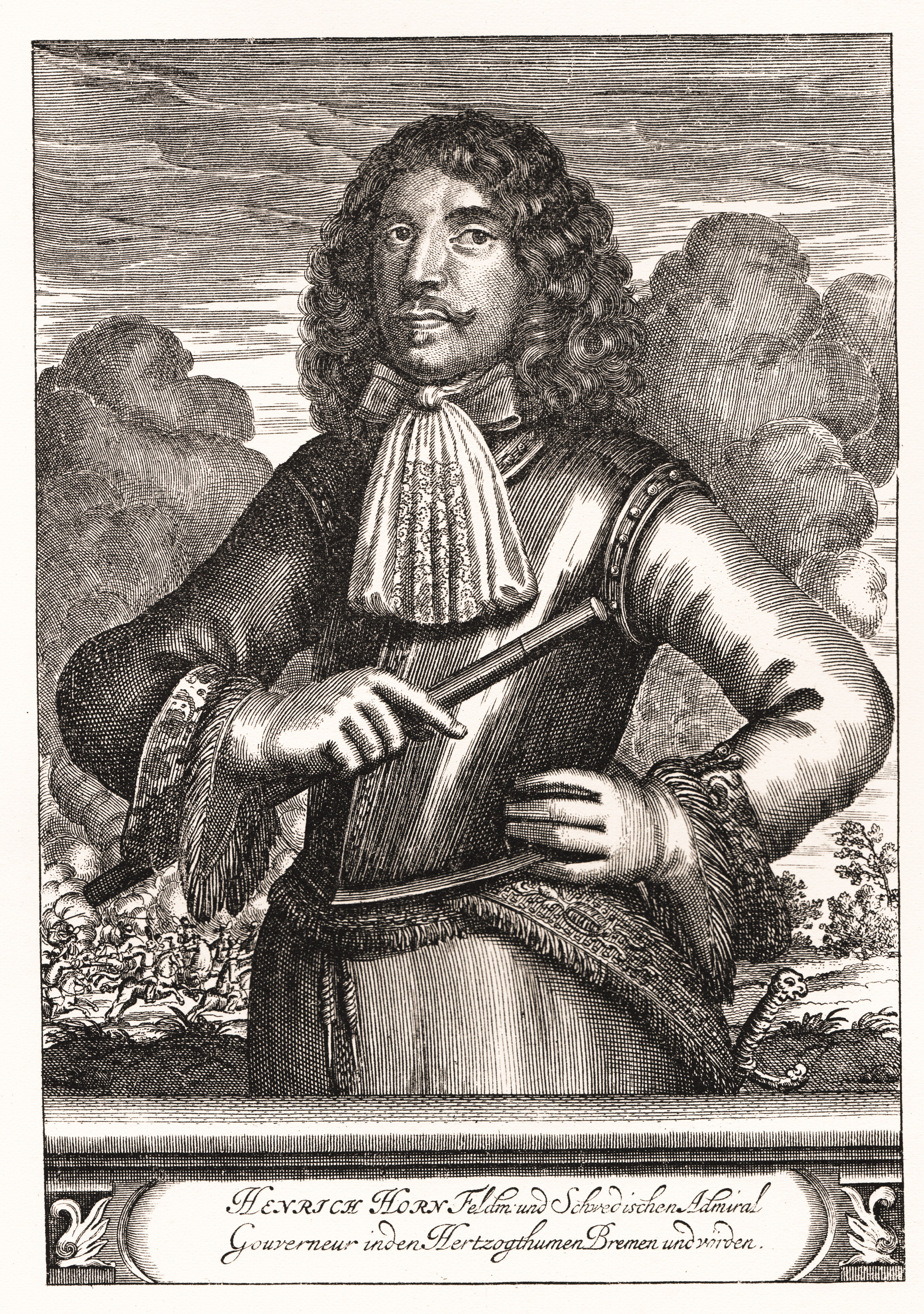
Il feldmaresciallo svedese Henrik Horn

##### Il piano di attacco svedese
Entro il 1676, la Svezia sviluppò un piano per una nuova campagna offensiva e si preparò anche a difendere i territori più vitali in suo possesso. L'offensiva invernale pianificata contro la Norvegia dovette essere abbandonata perché il clima mite rendeva impossibile attraversare in sicurezza i fiumi ghiacciati.
La protezione del territorio scandinavo necessitava di maggiore protezione in più direzioni. In particolare, la Scania era la regione che si trovava nella condizione più esposta, in quanto scarsamente difesa, con strutture difensive che versavano in uno stato fatiscente e con le guarnigioni che erano scarsamente rifornite. La guardia dell'isola di Gotland fu rinforzata con nuove sentinelle e più munizioni. Il re ordinò al feldmaresciallo Carl Gustav Wrangel di fare immediato ritorno dalla Pomerania svedese. Il feldmaresciallo Conrad Mardefelt fu invece rimosso dal suo incarico dal re e il comando traslò in capo a Otto Wilhelm von Königsmarck il 27 novembre 1675. Alla marina fu affidato il compito più arduo in assoluto, quello di difendere i possedimenti sparsi della Svezia. Soltanto tramite un'efficace cooperazione della potente marina si potevano congiungere le poche truppe svedesi ancora di stanza in Germania, difendere Gotland, scongiurare l'atteso attacco danese in Scania e trasferire le operazioni in territorio straniero nel prossimo futuro.
Il 29 aprile 1676, la flotta svedese del Mar Baltico, composta da 29 vascelli e 9 fregate, salpò nuovamente. Le navi trasportavano grano, viveri e fanteria per il fronte della Pomerania e, nel viaggio di ritorno, dovevano riportare la cavalleria, divenuta superflua nella fase di stallo intorno alle fortificazioni, per le previste operazioni offensive di terra. Il piano prevedeva un attacco alle isole danesi, che Carlo XI avrebbe portato a termine con delle truppe che sarebbero state trasferite dalla Scania. Il re si recò quindi in Scania e le sue truppe ammassate al largo della costa danese, vicino alla provincia di Halland, si radunarono presso il villaggio di Östra Karup. Il 22 maggio, Carlo e le sue truppe arrivarono a Malmö, pronti per lo sbarco previsto sull'isola della Selandia.

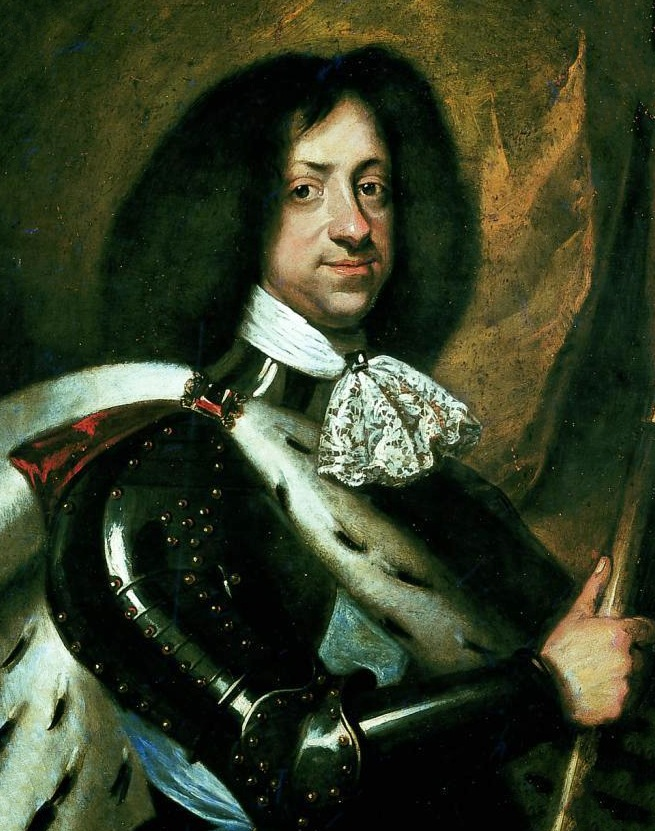
Re Cristiano V di Danimarca
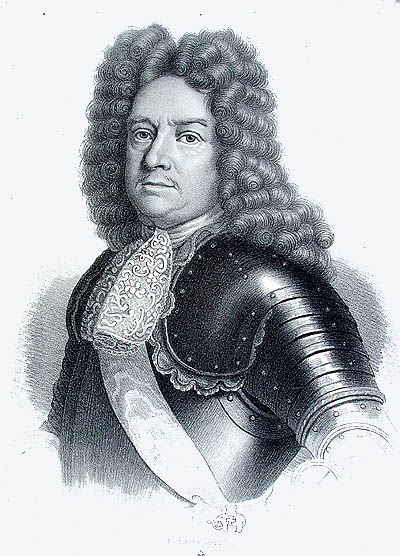
L'ammiraglio danese Nils Juel
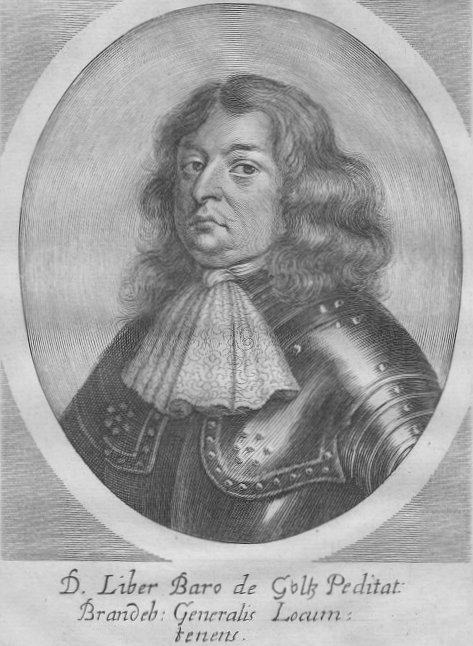
Il generale danese Joachim Rüdiger von der Goltz
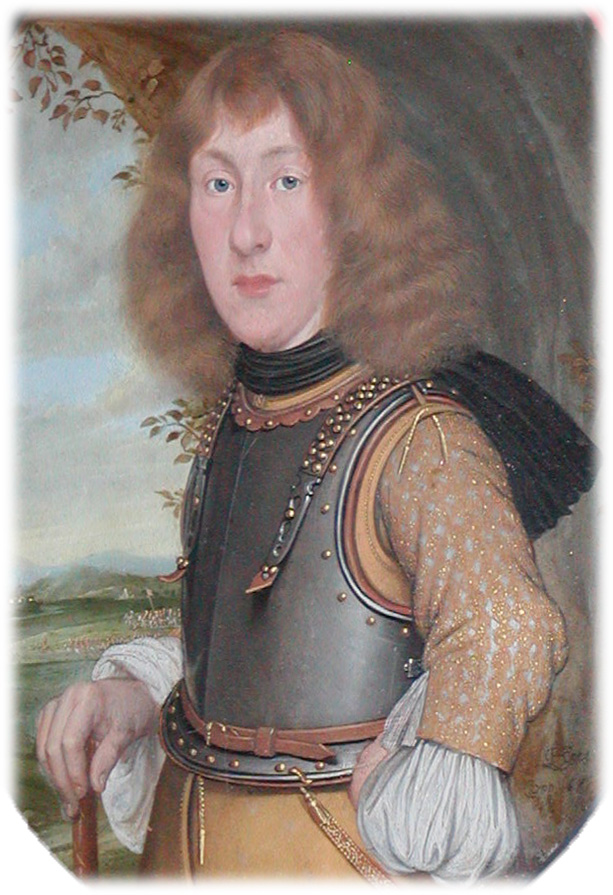
Il governatore danese della Norvegia Ulrik Frederik Gyldenløve
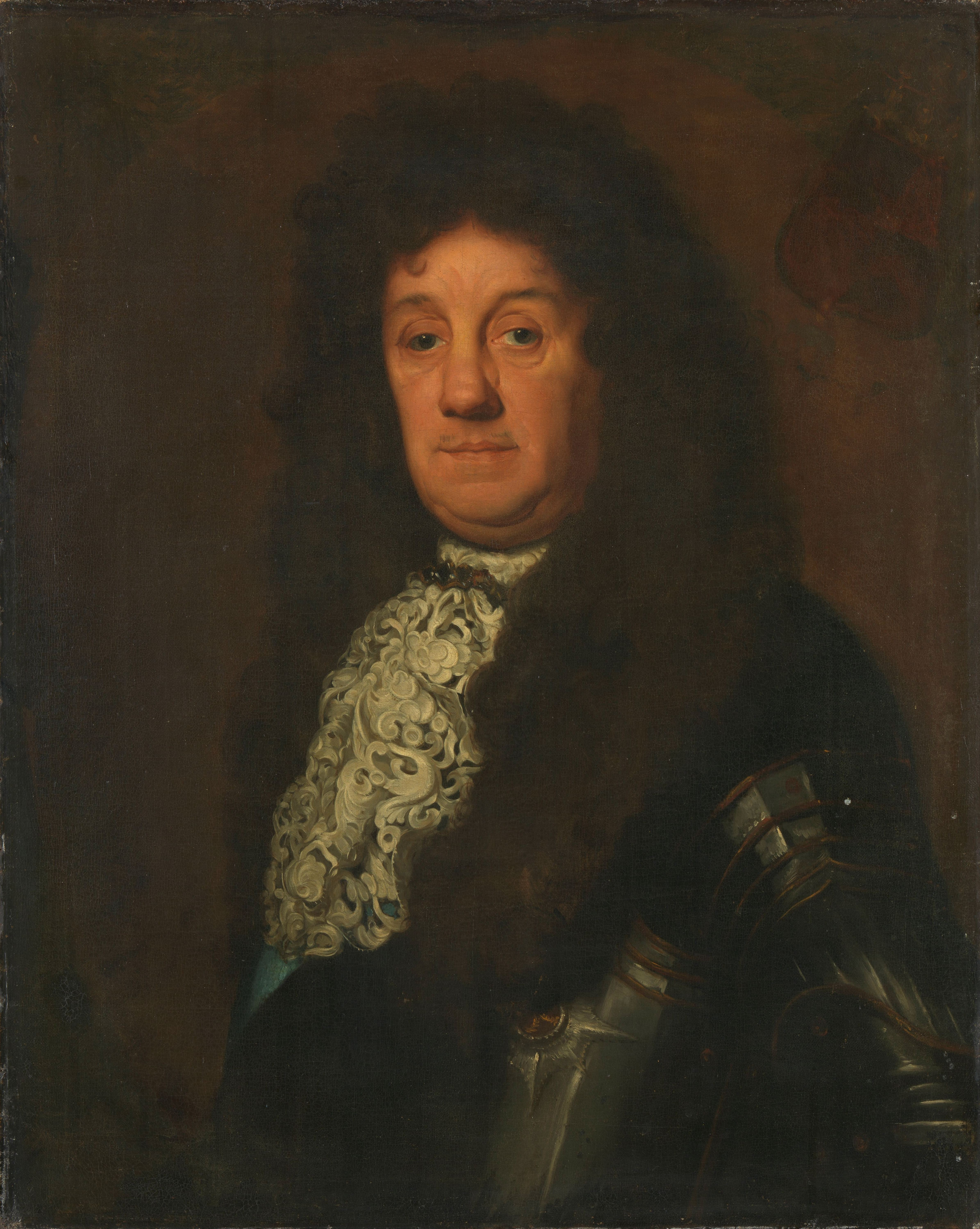
L'ammiraglio olandese Cornelis Tromp

##### Offensiva danese via mare e via terra
L'esercito danese, a cui si erano unite le reclute del 1675 ed erano stati assoldati dei mercenari provenienti dalle stesse regioni di quelli arruolati dagli svedesi, era stato numericamente rinfoltito fino a toccare il massimo di 34 000 unità nel 1676, comprese le guarnigioni di terra. Il comandante in capo delle forze di terra era il principe e feldmaresciallo tedesco Giovanni Adolfo di Schleswig-Holstein-Sonderburg-Plön (1634-1704). Dopo il successo delle operazioni nella Germania settentrionale, il piano di guerra prevedeva la riconquista della provincia della Scania e dell'isola di Gotland, perse nel 1658. A sostegno dell'operazione rossobianca in corso in Scania, il governatore danese della Norvegia, Ulrik Fredrik Gyldenløve (1638-1704), figlio naturale del re danese Federico III morto nel 1670 e fratellastro del sovrano in carica Cristiano V, lanciò un attacco dalla Norvegia verso sud, in direzione di Göteborg.
All'inizio della campagna, la flotta dell'ammiraglio danese Niels Juel partì alla conquista dell'isola di Gotland. Il suo obiettivo doveva essere tenuto segreto, così la flotta di Juel navigò prima verso Rügen e da lì si diresse verso Gotland. Immediatamente dopo l'arrivo, sbarcarono 2 000 soldati. Le truppe danesi che scesero a terra, così come la flotta, lanciarono un attacco combinato contro il centro abitato principale dell'isola, Visby, che si arrese il 1º maggio 1676. Dopo l'invasione dell'isola di Gotland, l'ammiraglio Juel catturò anche la città portuale fortificata di Ystad, sulla costa meridionale della Scania.
Con 60 navi a disposizione, ossia un totale più alto della controparte danese-olandese, il 25 maggio 1676 la flotta navale svedese attiva nel Mar Baltico raggiunse l'isola di Bornholm. La battaglia di Jasmund che ne seguì, avvenuta in mare aperto, terminò con un esito incerto; i danesi speravano forse di combatterla in un luogo per loro più vantaggioso, specificatamente in una posizione maggiormente vicina alla costa svedese.

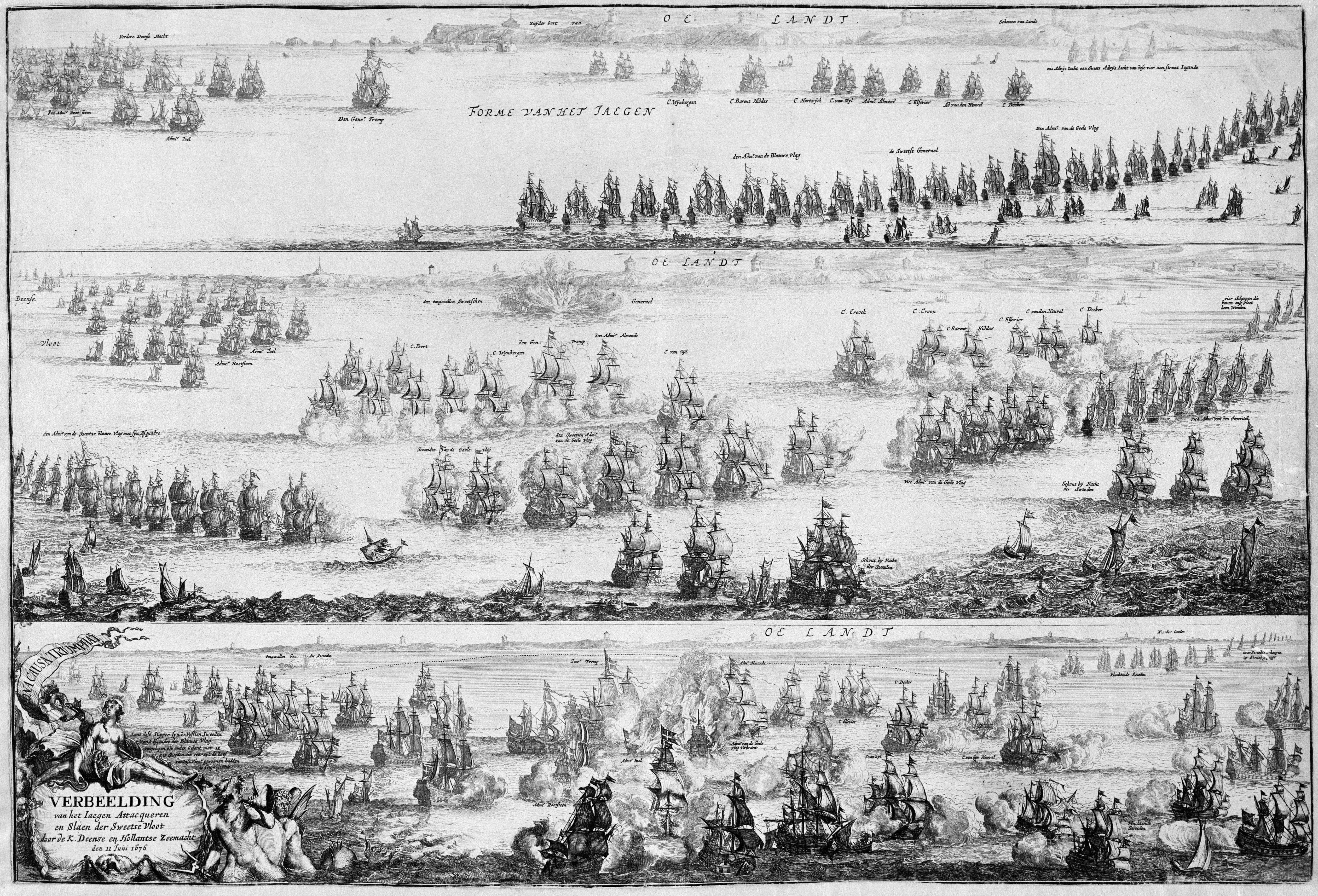
La battaglia navale di Öland (1676)

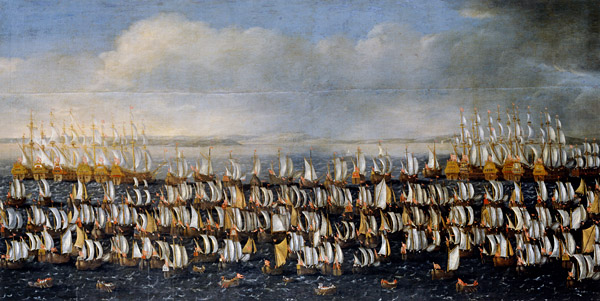
La flotta d'invasione danese in un dipinto di Claus Møinichen

Il 27 maggio 1676, l'ammiraglio olandese Cornelis Tromp fu nominato comandante in capo congiunto (al posto di Juel) delle flotte danese e olandese appena unite. Dopo lo scontro a Jasmund, la flotta alleata partì all'inseguimento della flotta baltica svedese, che incrociò all'estremità meridionale dell'isola di Öland l'11 giugno (calendario giuliano: 1º giugno). La flotta alleata vantava venticinque vascelli e dieci fregate, mentre quella svedese era composta da 27 vascelli e undici fregate. Nella battaglia di Öland che ne seguì, la flotta alleata ottenne una vittoria navale significativa, con gli svedesi che persero quattro navi (tra cui, a causa di un errore di navigazione, una delle più grandi navi da guerra del mondo all'epoca, la Kronan), tre fregate e 4 000 uomini, rispetto alle perdite insignificanti patite dalla coalizione avversa a Stoccolma. Malgrado le vittorie, nel Baltico la flotta danese-olandese appariva ancora in inferiorità numerica. Per questa ragione, il re di Danimarca ordinò alla principale forza danese di 14 000 uomini di sbarcare il 29 giugno 1676 nella provincia della Scania, tra Råå e Helsingborg.
L'esecuzione di questa operazione combinata mare-terra, rivelatasi ben congegnata e ben messa in atto, incontrò poca resistenza. Alla notizia dell'arrivo delle truppe danesi, gran parte della popolazione della Scania e di Blekinge si ribellò in massa contro le autorità svedesi, considerate straniere. Nel nord della Scania scoppiò una sanguinosa guerriglia a cui si unirono numerosi abitanti del posto, perlopiù di estrazione contadina, che si coalizzarono in unità di combattenti definite, in maniera dispregiativa, in svedese Snapphanar e in danese Snaphaner (il termine significava "banditi che brancolano nei boschi"). Questi gruppi rappresentarono una spina nel fianco per le pattuglie e le linee di rifornimento svedesi, causando in alcuni casi pesanti perdite. Gli stessi metodi furono replicati in maniera fedele dai contadini e dalla nobiltà polacca per combattere le truppe svedesi e brandeburghesi nella precedente seconda guerra del Nord, evento che causò molte più vittime tra gli invasori che tra le forze regolari polacche.
L'8 luglio, il generale Gyldenløve, governatore danese della Norvegia, guidò un esercito di circa 9 000 uomini dalla Norvegia verso sud, lungo la costa, in direzione di Göteborg. Gli svedesi tentarono di sbarrargli la strada con 1 400 soldati. Il 28 agosto l'esercito di Gyldenløve prevalse nella battaglia di Uddevalla e conquistò sia Uddevalla sia Vänersborg, ma fu costretto a fermarsi alla fortezza di Bohus (nella città di Kungälv).
Dal 26 al 27 luglio 1676 a Losby, vicino al confine di Småland, un gruppo di snapphanar razziò l'intero forziere di guerra del re Carlo XI; trasportato a bordo di 250 carri e con un valore stimato di 50 000 talleri imperiali svedesi, esso non fu mai recuperato dopo la guerra. La corona svedese punì queste unità partigiane con un'ondata di violenza spietata. Chi veniva colto in fragrante o sospettato di essere un «disturbatore della pace» veniva impalato e fatto a pezzi o lasciato esposto su una picca senza alcun processo. Il 19 aprile 1678, per ordine della corona e a titolo di misura preventiva, tutte le fattorie dei contadini della parrocchia di Örkened furono bruciate e ogni abitante di sesso maschile di età compresa tra i 15 e i 60 anni che era «in grado di imbracciare armi» fu giustiziato.

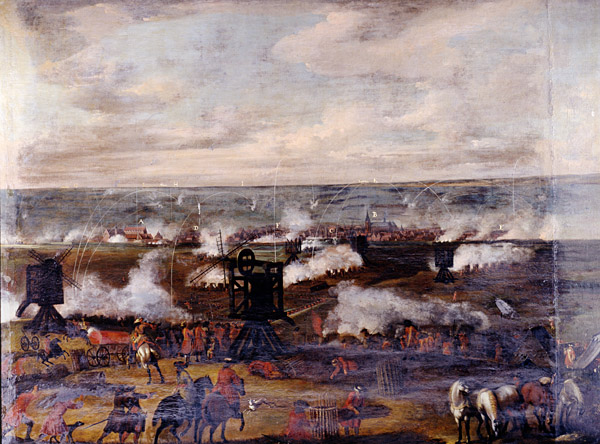
Il fallito assedio danese di Malmö (giugno-luglio 1676). Dipinto di Johann Ph. Lemke

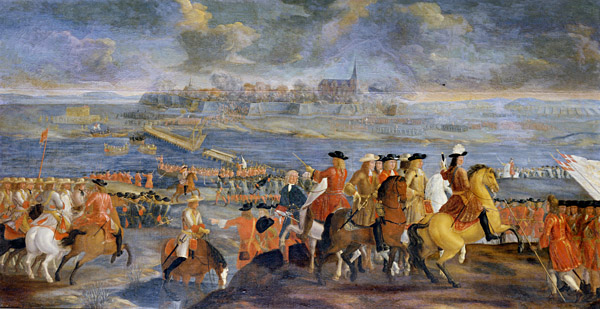
I danesi si assicurano Kristianstad, nella Scania orientale (15 agosto 1676). Dipinto di Claus Møinichen, 1686

L'esercito svedese, pressato dall'offensiva danese e dai guerriglieri locali, si ritirò dala Scania e da Blekinge a nord, più precisamente a Växjö. Le fortezze di Malmö, Helsingborg, Landskrona e Kristianstad furono tutte irrobustite. Il 2 agosto 1676, i guerrieri danesi in avanzata presero Landskrona, all'epoca considerata la fortezza più moderna della Scandinavia, dopo un assedio durato solo sei giorni. A causa di questa eclatante perdita, il comandante svedese della fortezza, il colonnello Hieronymus Lindeberg, fu condannato a morte per tradimento. Il 15 agosto i danesi assaltarono Kristianstad. Nel frattempo, la flotta danese operante sulla costa sud-orientale di Skåne acquisì le città portuali di Kristianopel e Karlshamn. Un mese dopo lo sbarco sulla costa danese, esclusivamente la città fortificata di Malmö rimaneva in mano svedese.
All'inizio di agosto, un distaccamento di 4 000 uomini della principale forza avanzata danese fu inviato a nord sotto il comando del generale Jakob Duncan per catturare Halmstad. Una volta completata questa conquista, fu necessario marciare più a nord allo scopo di unirsi all'esercito del generale Gyldenløve, intento ad avanzare verso Göteborg. L'11 agosto 1676, Carlo XI si mosse verso ovest con una forza svedese più piccola per fermare l'avanzata danese. I due eserciti si incontrarono e si combatterono nella battaglia di Halmstad il 17 agosto. Il distaccamento di Duncan fu sconfitto, circostanza la quale impedì che si concretizzasse il sogno di congiungere l'esercito danese in Scania e le truppe norvegesi-danesi. Malgrado la vittoria, l'esercito svedese era ancora insufficiente in termini di forze e non poteva rischiare uno scontro diretto con l'esercito danese in Scania, quindi si ritirò a nord verso Varberg in attesa dei rinforzi. Nel frattempo, in data 12 agosto, Cristiano V aveva abbandonato con il suo esercito l'accampamento allestito vicino a Kristianstad e, il 5 settembre, era arrivato alle porte di Halmstad e aveva cominciato ad assediare la città.

##### Sconfitte danesi nella Svezia meridionale

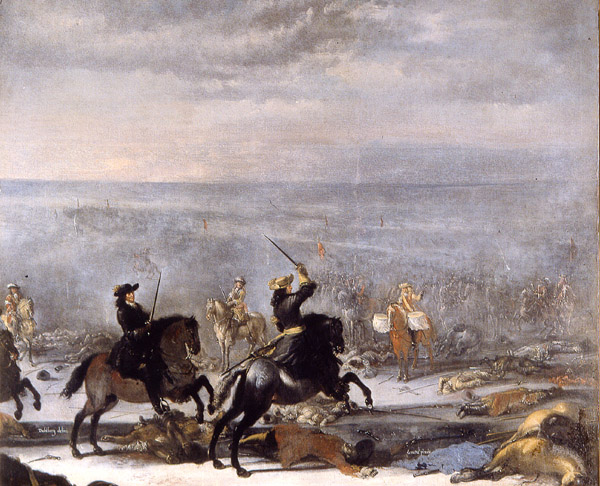
La sanguinosa battaglia di Lund del 4 dicembre 1676. Dipinto di Johan Philip Lemke del 1683

Gli svedesi, nonostante la situazione per loro sfavorevole, resistettero con tenacia. Questo permise a Stoccolma di assicurarsi un nuovo alleato, considerando che nell'agosto del 1676 la Francia, amica della Svezia, dichiarò guerra alla Danimarca. L'esperto comandante del re Cristiano V di Danimarca, Johann Adolf von Holstein-Plön, propose di continuare le operazioni offensive contro gli svedesi, ma il sovrano non gli diede ascolto e condannò la forza principale danese a un ristagno passivo fino all'autunno inoltrato, quando si preparò a trascorrere l'inverno tra Helsingborg e Ängelholm. Anche la guarnigione danese in Norvegia si ritirò verso ovest per trascorrere la stagione fredda. Il generale Johann Adolf von Holstein-Plön, la cui autorità fu minata dall'interferenza dei suoi collaboratori e i cui ordini furono ripetutamente annullati dallo stesso re, rassegnò le sue dimissioni alla corona in segno di protesta. Cristiano V non nominò un nuovo comandante in capo, ponendosi egli stesso come vertice dell'esercito e continuando ad adottare una strategia attendista.
Constatando la passività delle forze danesi, il re svedese assunse l'iniziativa; il 24 ottobre 1676, Carlo XI marciò con 12 000 truppe dal nord nella provincia di Scania per rendere meno gravosa la difesa della città di Malmö, le cui sentinelle presenti all'interno delle mura stavano cercando invano da settimane di respingere gli assalitori stranieri. Alla fine di novembre, l'esercito di Cristiano marciò verso Lund e occupò la riva meridionale del fiume Kävlingeån. Le truppe di Carlo rimasero bloccate sulla riva settentrionale, ma approfittarono del freddo precoce e attraversarono il fiume ghiacciato per sferrare un attacco a sorpresa all'accampamento in cui si trovava Cristiano il 4 dicembre. Nella battaglia di Lund che ne seguì, una delle più sanguinose della storia scandinava, gli svedesi riuscirono a prevalere. Più della metà dei soldati di entrambe le fazioni persero la vita. I gialloblù sfruttarono il momento favorevole, in quanto nonostante il rigido inverno lanciarono immediatamente una serie di contrattacchi per riconquistare la Scania e il Blekinge. Un contingente svedese sbarcò a ridosso di Helsingborg e, dopo un breve assedio, la guarnigione danese si arrese l'11 gennaio 1677. Subito dopo, il principale esercito svedese marciò verso Christianopel (Kristianopel), che si arrese senza opporre resistenza. Anche Karlshamn cadde dopo un assedio di quattro giorni. I sopravvissuti danesi si ritirarono in Selandia e solo la fortezza di Christianstad (Kristianstad), in Scania, rimase in mano rossobianca.

#### Eventi bellici nel 1677-1678

##### Guerra navale nel Baltico (1677)
All'inizio del 1677, la Danimarca si trovava in una situazione militare assai complicata. La campagna della Scania poteva proseguire soltanto se il comando fosse riuscito a garantire i rifornimenti attraverso l'Öresund. Poiché si prevedeva l'arrivo di navi francesi dopo la dichiarazione di guerra compiuta da Parigi, l'ammiraglio Cornelis Tromp fu inviato nei Paesi Bassi per richiedere ulteriori rinforzi navali olandesi. Il piano di guerra svedese mirava, secondo una logica simile, a tagliare le linee di rifornimento danesi alla Scania. A tal fine, si rese necessario coalizzare le unità navali svedesi, fino ad allora divise in due aree diverse. Alla fine di maggio 1677, la flotta di stanza a Göteborg salpò per unirsi alla forza principale del Mar Baltico. Quando il re danese ricevette la notizia del movimento della flotta svedese, l'ammiraglio Tromp era ancora nei Paesi Bassi, ragion per cui il re Cristiano V incaricò l'ammiraglio Niels Juel di impedire quanto prima possibile alle flotte svedesi di unirsi.
Il gruppo di Göteborg, guidata dall'ammiraglio Erik Carlsson Sjöblad e proveniente dal Grande Belt, incontrò la flotta danese comandata da Niels Juel a sud di Gedser, sull'isola di Falster. Con nove navi a disposizione, i danesi avevano la superiorità numerica sulle sette degli svedesi. Il 1º giugno 1677 (11 giugno nel calendario gregoriano) ebbe luogo la battaglia di Møn combattuta al largo dell'isola omonima ed essa si concluse con un importante successo danese. Cinque navi svedesi andarono perse e i danesi catturarono 1 500 uomini della marina nemica, tra cui l'ammiraglio Sjöblad. L'ammiraglio Juel ottenne una vittoria strategica, indebolì notevolmente la flotta svedese e la minaccia alle linee di rifornimento danesi cessò.

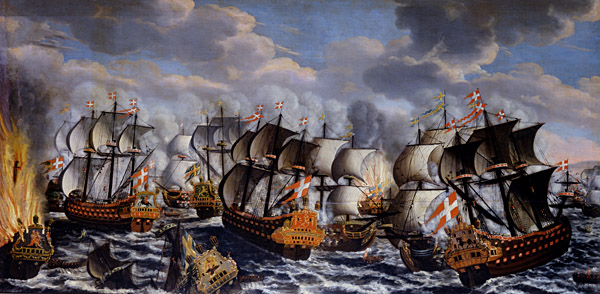
La battaglia della baia di Kjoge combattuta a sud di Copenaghen. Dipinto di Claus Møinichen, 1686

Dopo la vittoria sull'isola di Møn, la flotta dell'ammiraglio Juel si ritirò a nord verso l'Øresund. Essa si posizionò tra Stevns, in Danimarca, la Selandia e la penisola di Falsterbo, la punta sud-occidentale della costa svedese della Scania, in attesa di uno scontro decisivo che potesse aver luogo nel Baltico con una grossa flotta svedese. Il 21 giugno 1677, l'ammiraglio ricevette la notizia che la flotta svedese nel Mar Baltico, comandata dall'ammiraglio Henrik Horn, aveva superato Bornholm e si stava avvicinando alla baia di Køge.
La flotta dell'ammiraglio danese Niels Juel era composta da 38 navi da guerra e 3 navi incendiarie. La flotta svedese in arrivo era composta da 48 vascelli e fregate, più 6 navi da trasporto. L'obiettivo svedese era quello di tagliare la flotta navale danese dalla sua base terrestre, in modo da lasciare senza protezione le linee di rifornimento della forza di spedizione danese nella Scania. L'ammiraglio Juel ordinò di mantenere la posizione difensiva per guadagnare tempo fino all'arrivo della flotta olandese alleata sotto l'ammiraglio Tromp. Il comandante della flotta svedese sferrò un vigoroso attacco ai danni della controparte danese, ma questa si fece trovare pronta a combattere.
Il 1º luglio 1677 i soccorsi olandesi non erano ancora arrivati, ma l'ammiraglio Juel riprese la lotta. Nella battaglia della baia di Kjoge, le imbarcazioni danesi prevalsero ancora una volta. I rossobianchi patirono gravi danni a quattro navi, ma nessuna venne affondata. La flotta svedese perse dieci vascelli e fregate (tre di queste imbarcazioni vennero affondate e sette furono catturate dai danesi), tre navi incendiarie e altre nove navi più piccole si inabissarono dopo essere state distrutte; furono 1 500 i marinai svedesi uccisi e 3 000 quelli catturati dai danesi. Le perdite danesi ammontarono a più di 350 uomini tra morti e feriti. Le vittorie navali dell'alleanza danese-olandese del 1677 consentirono ai danesi di preservare la loro salda supremazia nel Baltico. Per il resto dell'anno, non ebbero luogo operazioni navali di un certo rilievo.

##### Campagna danese nella Scania (1677)
Nella primavera del 1677, l'esercito danese aveva recuperato le perdite subite l'anno precedente e rifornito ogni fila dell'esercito, con il risultato che vi furono le condizioni per scagliare una nuova offensiva in Scania. A maggio, Cristiano di Danimarca sbarcò a Landskrona al comando di 12 000 truppe. Queste ultime ingaggiarono una breve lotta con l'esercito svedese composto da 3 000 unità che assediava Christiansstad (Kristianstad) e lo costrinse ad abbandonare l'assedio. Il re nominò un nuovo comandante in capo, il barone Joachim Rüdiger von der Goltz. In quel frangente, vaste aree della Scania tornarono presto sotto il controllo danese. La guerriglia contro gli svedesi si riaccese in tutta la regione, dove entrambe le parti ricorsero a metodi sempre più crudeli e sanguinari.

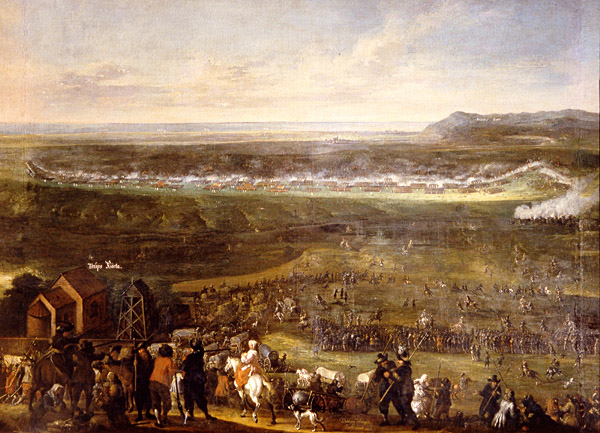
La battaglia di Landskrona in un dipinto di Johann Philip Lemke

Dopo la liberazione di Kristianstad, il 19 giugno 1677 (calendario gregoriano), l'esercito reale danese raggiunse e assediò la strategicamente importante Malmö, difesa dal tenente generale svedese Fabian von Fersen (1626-1677). Gli svedesi allestirono in tutta fretta una disperata difesa. Nella notte tra il 5 e il 6 luglio (nel calendario giuliano 25-26 giugno), i danesi presero d'assalto le mura, ma gli svedesi li respinsero al prezzo di grandi perdite. L'esercito danese si ritirò quindi verso Landskrona, imbattendosi nel principale esercito svedese vicino alla città. Secondo il calendario gregoriano, gli eserciti dei due monarchi si scontrarono il 14 luglio 1677. Nella battaglia di Landskrona, il fianco sinistro danese era comandato dal re Cristiano V, quello destro dal tenente generale Friedrich von Arensdorff. Il re Carlo XI di Svezia attaccò e disperse l'ala destra danese, mentre l'ala sinistra, guidata da re Cristiano, si ritirò. La vittoria arrise ai gialloblù e i danesi si ritirarono dietro le mura di Landskrona, con l'esercito del re svedese che li inseguì apprestandosi ad assediare la città.

##### Attacco danese-norvegese allo Jämtland (1677)
Il 6 luglio 1677 ebbe inizio l'assedio di Marstrand ad opera dei danesi. Il 23 luglio, il generale Ulrik Gyldenløve, governatore danese della Norvegia e figlio naturale del re Federico III di Danimarca, sbarcò con il suo esercito sull'isola di Marstrand e, dopo una battaglia di appena due ore, conquistò la fortezza di Carlsten, precedentemente ritenuta inespugnabile. Con questa importante fortezza in suo possesso, Gyldenløve controllava le province svedesi del Bohuslän e dello Jämtland. Il cancelliere svedese Magnus Gabriel de la Gardie marciò contro di lui con 11 000 soldati. I 3 000 danesi-norvegesi sottoposti all'autorità del generale Löwenhielm e stazionati nei pressi di Kungälv approfittarono delle forti piogge per tendere un'imboscata ai loro nemici, con la speranza di costringerli alla ritirata. Secondo fonti danesi, gli svedesi persero 1 000 uomini nello scontro. Nel frattempo, altri rinforzi svedesi arrivarono nella zona. Le truppe di Gyldenløve si ritirarono nuovamente in Norvegia in autunno, cedendo alla crescente pressione esterna. Sui fronti svedesi, le campagne terrestri del 1677 non produssero risultati duraturi e la situazione bellica cambiò poco rispetto alla fine del 1676.

##### Battaglie sul fronte danese-svedese (1678)
Dall'estate del 1677 all'estate del 1678, la guerra di terra danese-svedese infuriò principalmente a Christiansstad. La guarnigione danese della città, sotto il comando del maggiore generale van der Osten, resistette a lungo e con successo all'assedio svedese.
Il 23 marzo 1678, il re danese Cristiano V intraprese una campagna volta a liberare la città assediata. Egli organizzò un distaccamento più ampio di truppe danesi in Scania, partito da Landskrona per dare il cambio alle stanche guardie operative a Kristianstad. Tuttavia, il tentativo fallì e i danesi non riuscirono a sottrarre la città agli assedianti svedesi. I difensori danesi resistettero per altri quattro mesi, ma i combattimenti prolungati e le scarse condizioni di approvvigionamento ridussero il numero dei difensori a 1 400 unità. La guarnigione di Kristianstad si arrese agli svedesi nell'agosto del 1678.
Sui fronti della Svezia occidentale, i gialloblù respinsero con successo le truppe danese-norvegesi che avevano fatto irruzione in Bohuslän e nello Jämtland. Nell'agosto 1678, la guerra d'Olanda terminò con la prima pace di Nimega, ma anche per alcuni degli Stati belligeranti impegnati nella guerra di Scania si avvicinava il momento della cessazione delle ostilità.

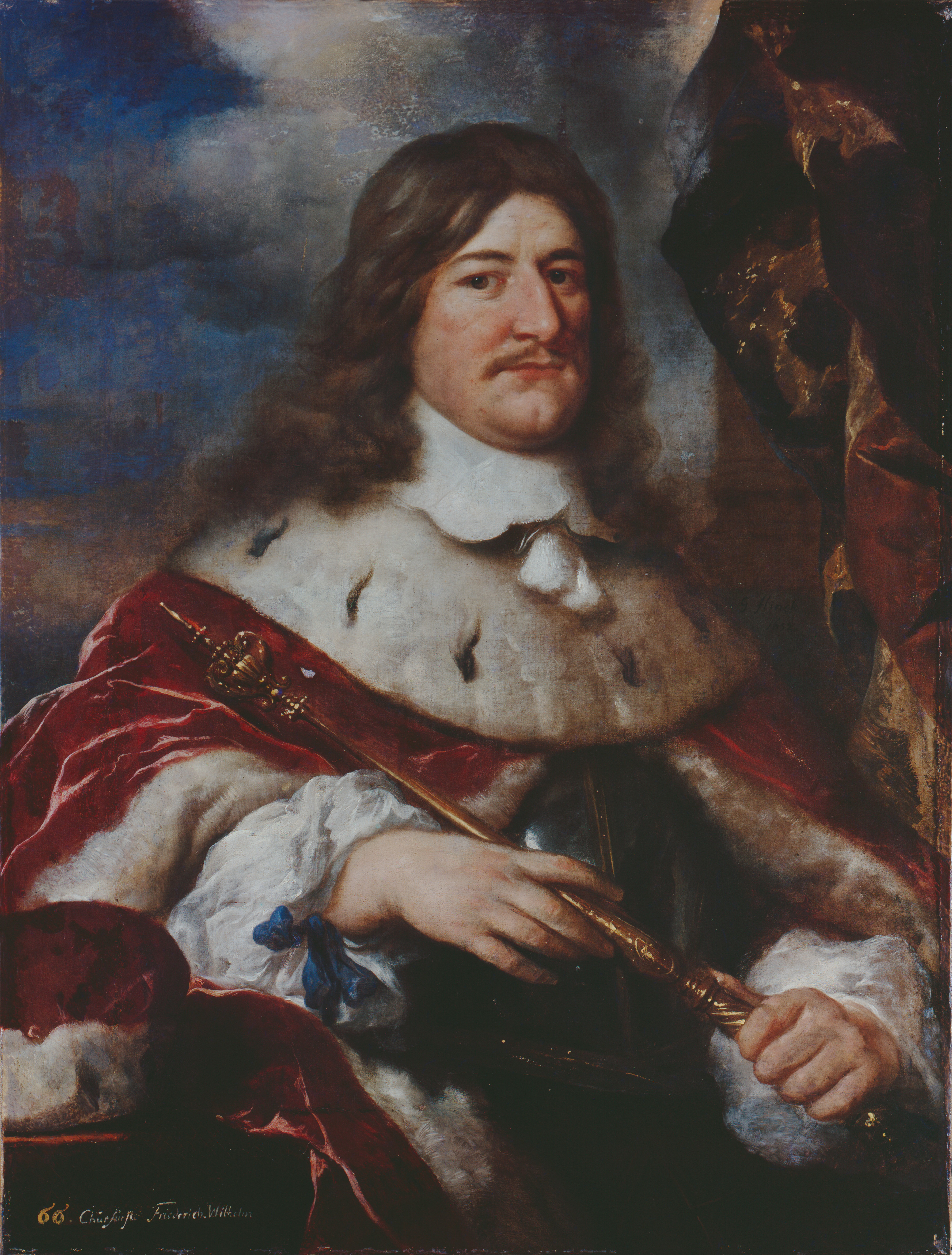
Federico Guglielmo I di Brandeburgo
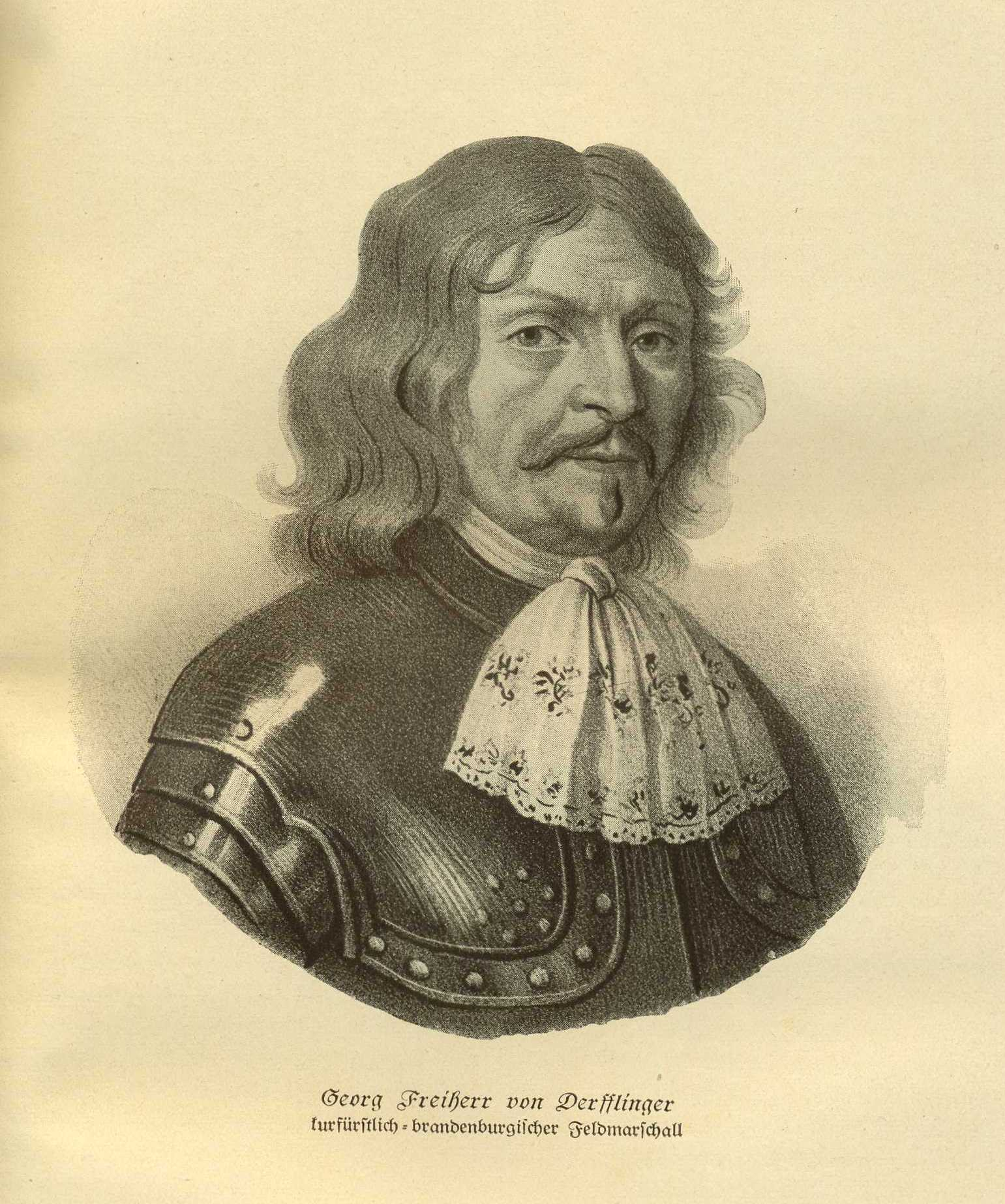
Il generale di Brandeburgo Georg von Derfflinger
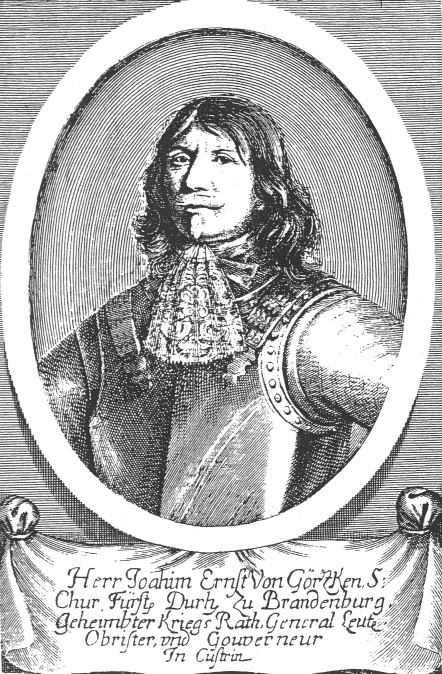
Il tenente generale Joachim E. von Görzke
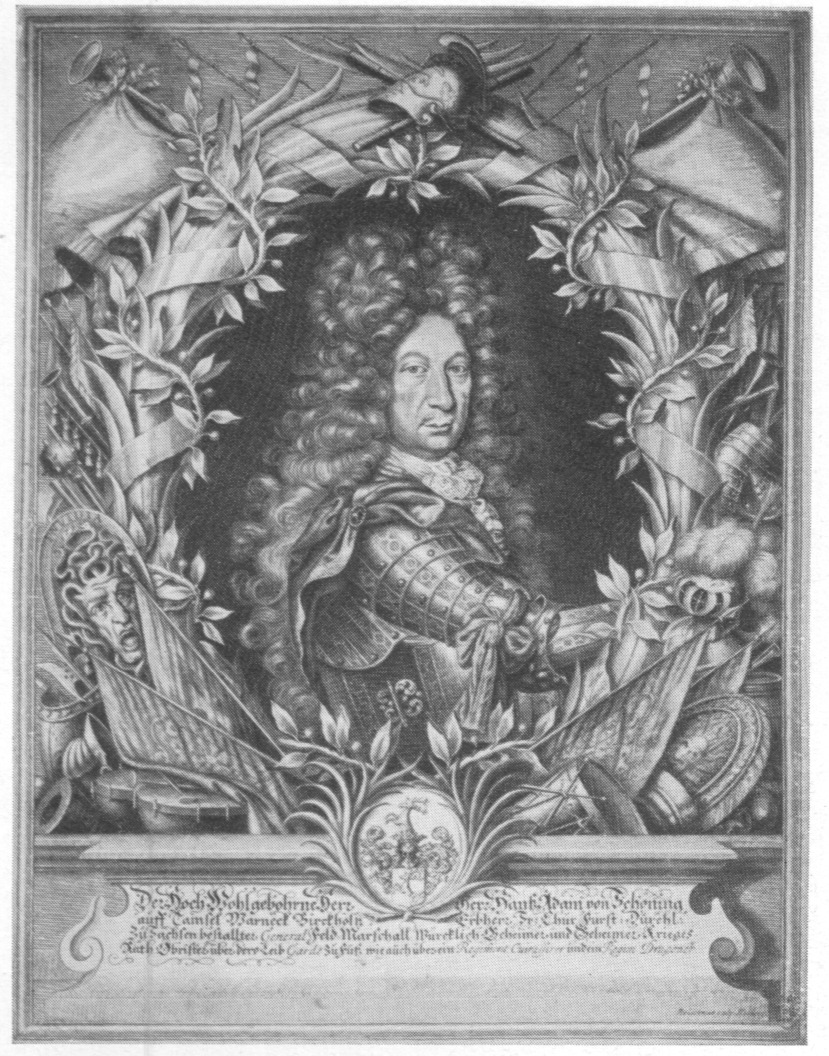
Il generale maggiore del Brandeburgo Hans Adam von Schöning
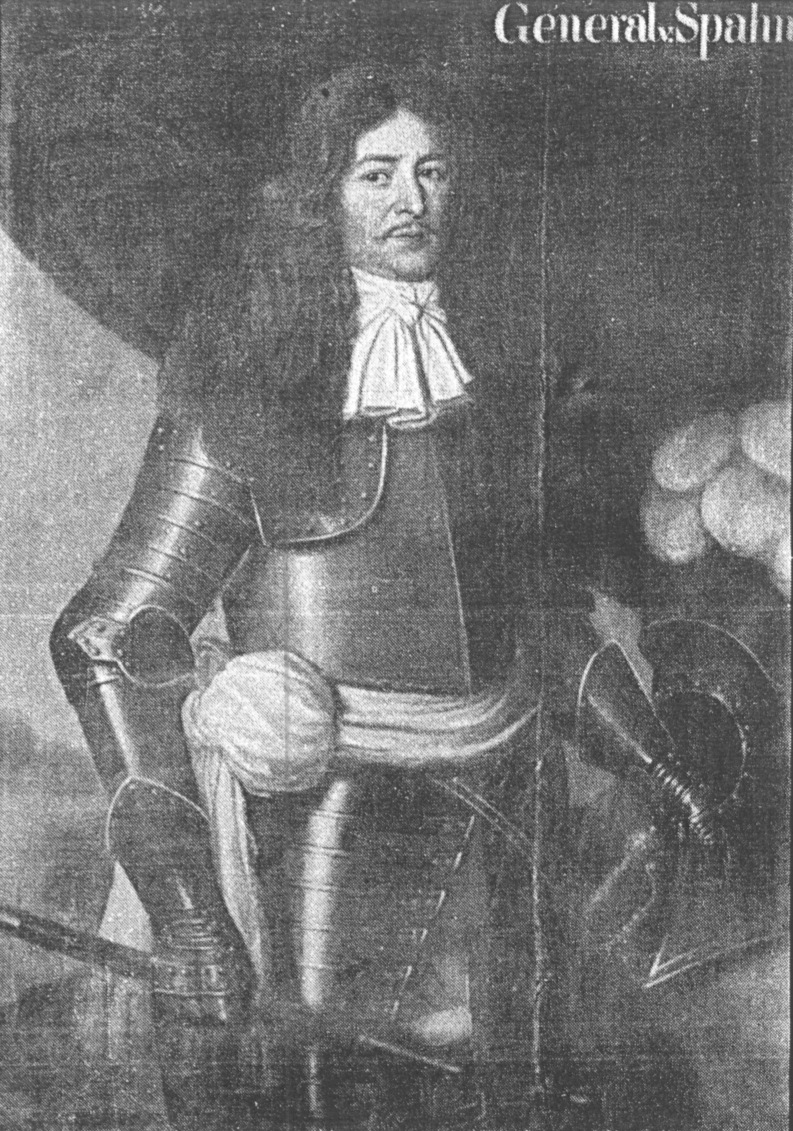
Il generale Alexander von Spaen, comandante del ducato di Kleve

### Teatro pomeraniano e prussiano (1676-1678)

#### Campagna anti-svedese in Pomerania (1676-1677)
L'11 giugno 1676 (calendario gregoriano), la flotta danese-olandese alleata del Brandeburgo inflisse una grave sconfitta alla controparte svedese all'estremità meridionale dell'isola di Öland, ottenendo il sopravvento nel Baltico e tagliando le linee di rifornimento delle truppe svedesi in Pomerania. Il 13 luglio, i brandeburghesi riuscirono ad impossessarsi della rete di fortezze di Peenemünder Schanze, sull'estremità settentrionale dell'isola di Usedom, assicurandosi così l'attraversamento del fiume Peene. Il 29 agosto, i brandeburghesi conquistarono la città della Pomerania di Anklam. Nel mese di settembre, Augusto di Schleswig-Holstein-Sonderburg-Plön-Norburg, un sergente di campo, assediò la città fortificata di Demmin, che occupò all'indomani di un estenuante assedio il 20 ottobre.
Alla fine di ottobre 1676, i brandeburghesi circondarono Stettino, presidiata da una valida guarnigione svedese formata da 3 300 svedesi e 800 tedeschi sotto il comando del maggiore generale Wulffen. Poiché i difensori disponevano di un numero adeguato di munizioni e di vettovaglie, l'assedio si preannunciava difficile e lungo. Con l'avvicinarsi dell'inverno, Federico Guglielmo decise di rinviare l'attacco, imponendo ai suoi soldati di tornare in luoghi riparati dove poter trascorrere i mesi freddi. Nel frattempo radunò truppe e acquistò equipaggiamenti pesanti e, nel giugno del 1677, circondò nuovamente Stettino con numerosi soldati. Seguirono sei mesi di brutali combattimenti, con l'artiglieria pesante degli assedianti che causò crolli nella maggior parte della città. Il 22 dicembre 1677, il maggiore generale Wulffen considerò senza speranza la prospettiva di continuare a resistere e Stettino capitolò.

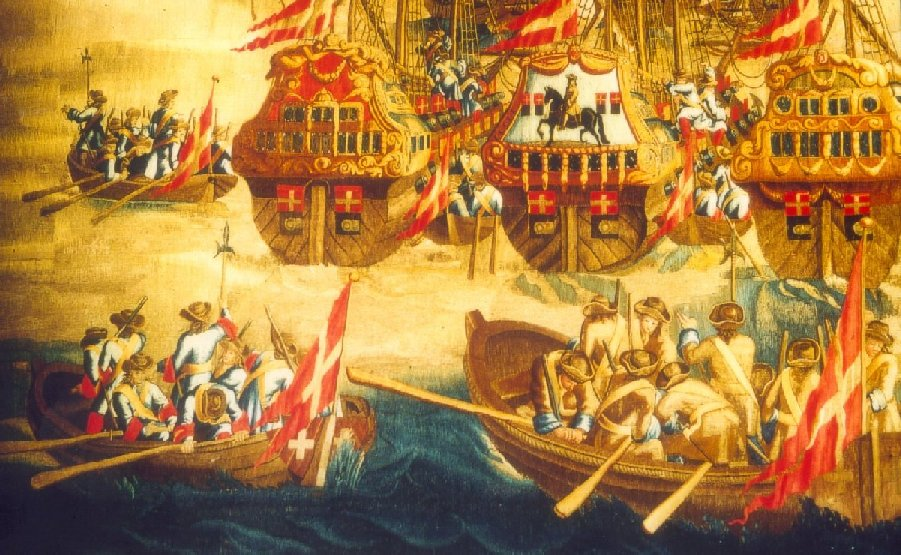
I danesi sbarcano sull'isola di Rügen il 17 settembre 1677, arazzo contemporaneo

Contemporaneamente, nel settembre del 1677, l'esercito reale danese sottrasse l'isola di Rügen agli svedesi. Nell'ottobre del 1677, tuttavia, il re danese si ritirò con il suo esercito, lasciando solo un migliaio di soldati brandeburghesi sull'isola di Rügen al comando del generale maggiore Detlef von Rumohr. Il generale svedese Otto Wilhelm von Königsmarck approfittò della situazione favorevole, nel gennaio del 1678, e partì da Brandshagen alla volta di Rügen. Rumohr fu ucciso nella battaglia di Warksow il 18 gennaio (8 gennaio per il calendario giuliano), con il risultato che gli svedesi prevalsero e riconquistarono l'isola.

#### Campagna di Brandeburgo in Pomerania (1678)

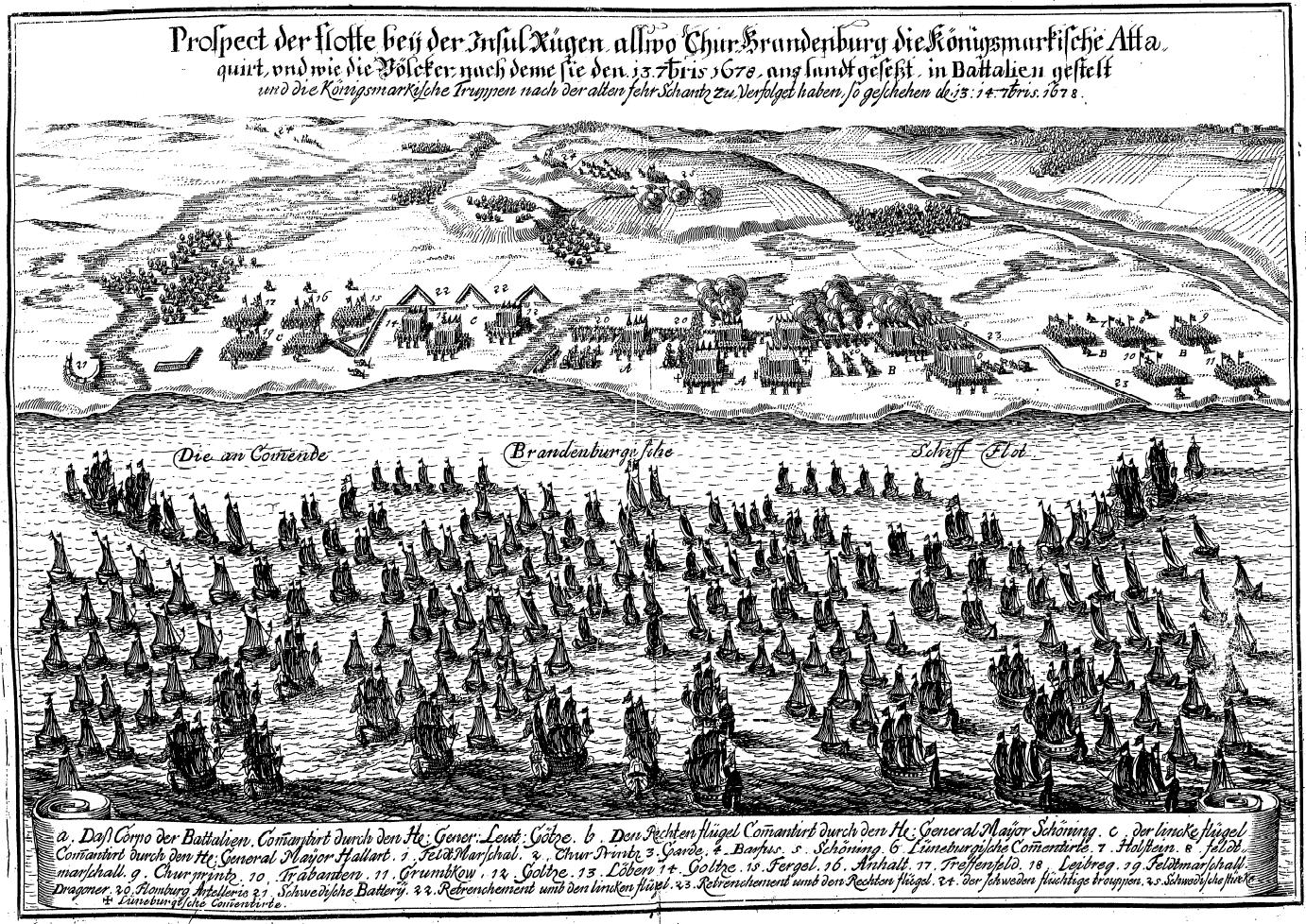
I brandeburghesi sbarcano sull'isola di Rügen il 13 settembre 1678. Illustrazione contemporanea

La campagna di Pomerania del 1678 non iniziò se non ad agosto, quando i preparativi allestiti dalla coalizione anti-svedese per riconquistare l'isola di Rügen potevano dirsi conclusi. Il possesso di quest'ultimo avamposto si rivelò cruciale per il successo delle successive operazioni di terra ordite dalla coalizione avversa a Stoccolma. Era infatti impensabile poter immaginare di catturare Stralsund qualora gli svedesi avessero continuato a inviare, come stavano assiduamente facendo, rifornimenti di uomini e materiali dall'isola di Rügen alla terraferma senza che gli alleati potessero impedirlo. Il 22 settembre, 9 000 truppe sbarcarono sull'isola e avviarono l'invasione di Rügen. Le truppe del Brandeburgo arrivarono da sud e un contingente danese da nord. Entro il 24 settembre, l'intera isola finì nelle mani degli alleati. La maggioranza della guarnigione svedese, formata da 2 700 uomini, fu fatta prigioniera, mentre un piccolo numero salpò da Altefähr e si ritirò a Stralsund.
Il 5 ottobre 1678, i brandeburghesi diedero il via all'assedio di Stralsund. Dopo l'arrivo delle truppe dalla Pomerania, il principe elettore iniziò i combattimenti con 21 500 soldati e 80 cannoni. La resistenza della guarnigione svedese si rivelò notevolmente meno granitica di quella posta in essere a Stettino. Il 20 ottobre 1678 gli assedianti distrussero la città con un bombardamento a tappeto causato dall'artiglieria pesante. Il 25 ottobre gli svedesi si arresero a Stralsund e ai 2 500 sopravvissuti fu concesso di partire con gli onori militari dell'esercito brandeburghese, il quale scortò i superstiti tramite delle navi in Svezia.
Dopo aver espugnato Stralsund, l'esercito di Brandeburgo marciò in direzione di Greifswald, l'ultima roccaforte della Pomerania in possesso svedese. Dopo 14 giorni di combattimenti, il 7 novembre 1678 la città cadde e alla guarnigione locale fu permesso di ritirarsi. Conclusa questa manovra, l'intera Pomerania svedese persa nel corso della guerra dei Trent'anni tornò in possesso all'elettorato del Brandeburgo.

#### Campagna invernale nella Prussia orientale (1678-1679)

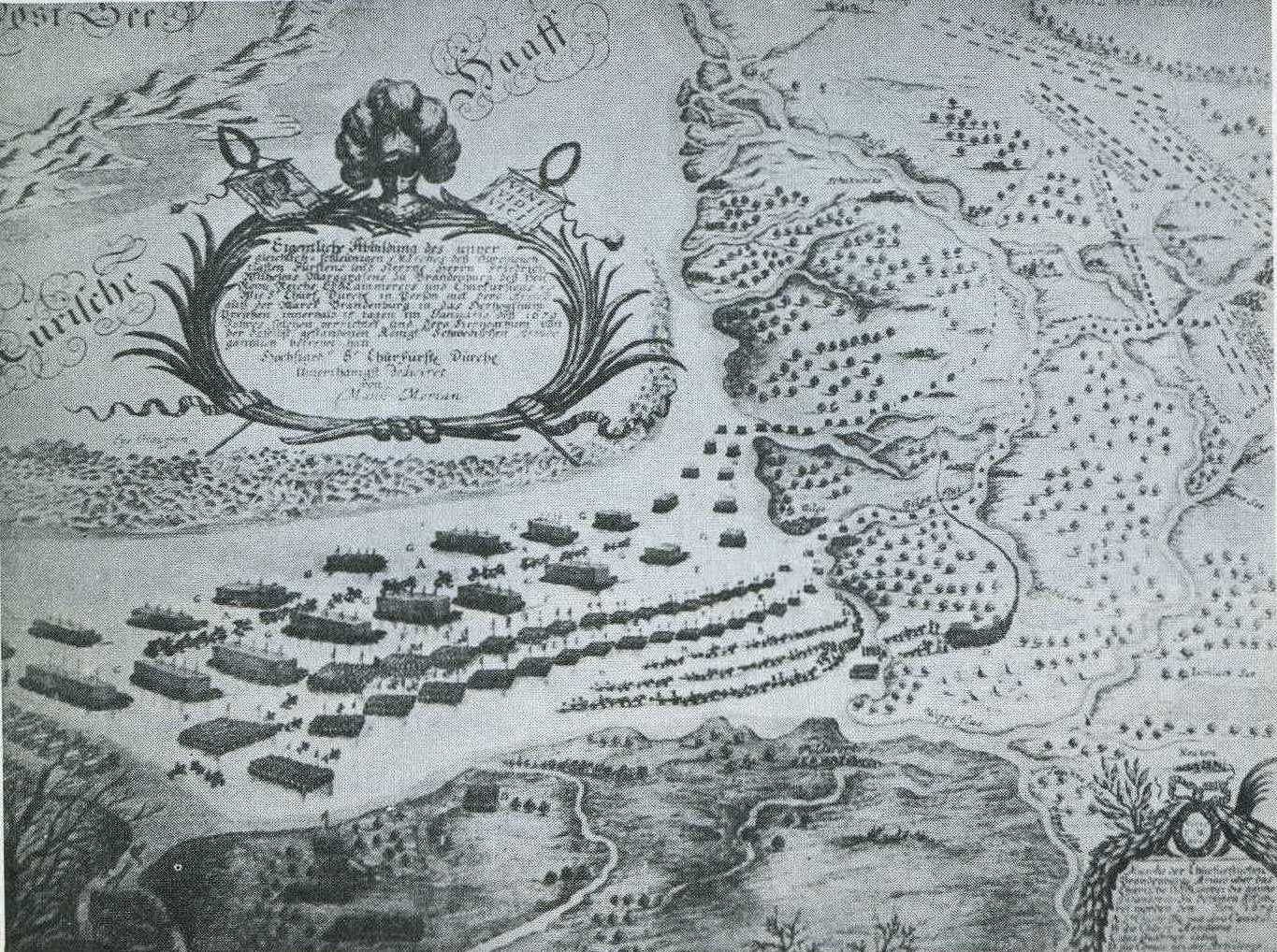
L'attraversamento della laguna dei Curi ghiacciata del 1679. Illustrazione di Matthäus Merian il Giovane, 1687

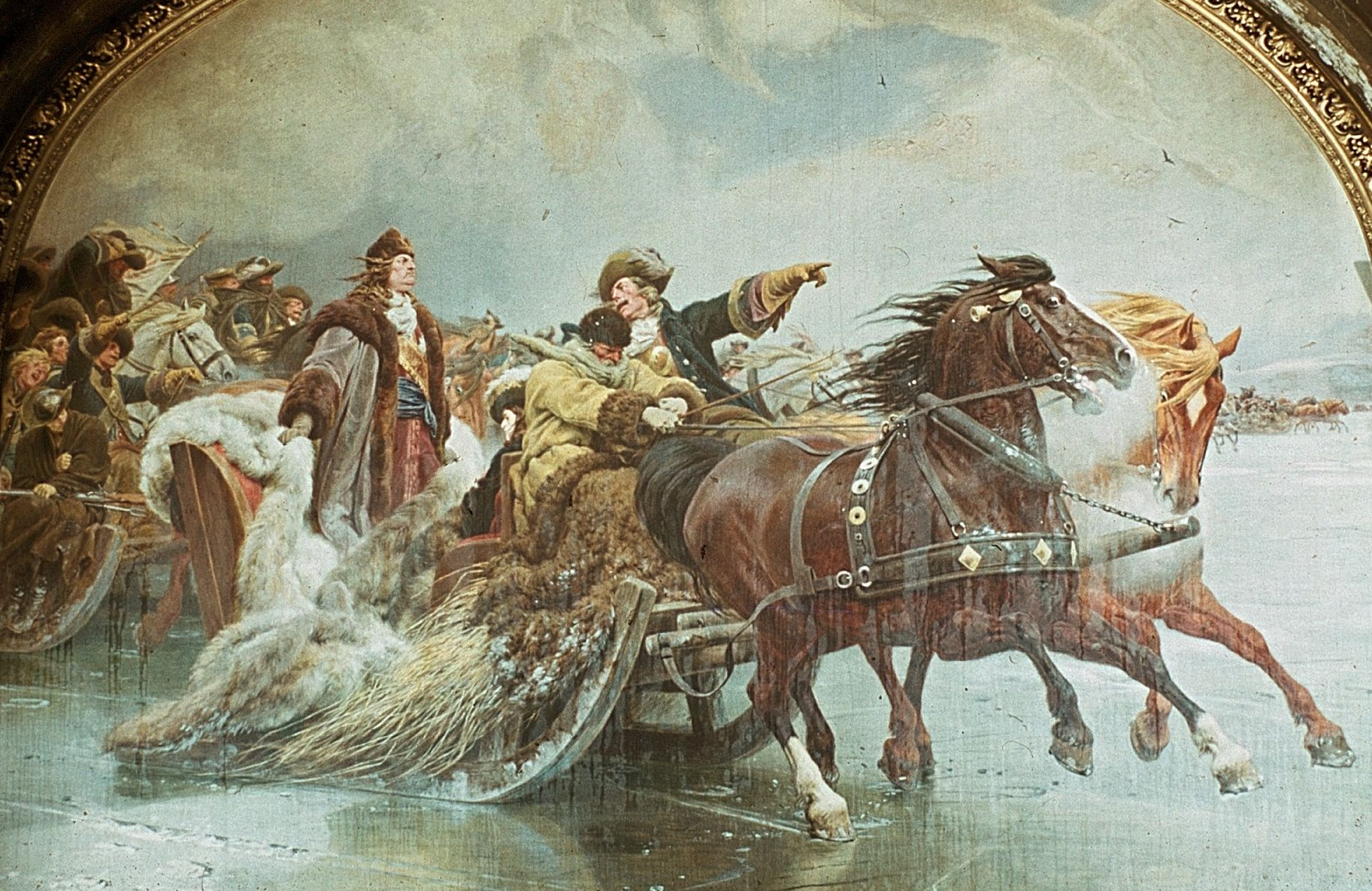
Il famoso "grande inseguimento in slitta". Opera di Wilhelm Simmler, 1891

Allo scoppio della guerra, il territorio del ducato di Prussia (in seguito noto come Prussia orientale), che dal 1618 faceva parte dell'Elettorato di Brandeburgo, era occupato solo da piccoli gruppi di unità, insufficienti a respingere un'invasione svedese dalla Livonia. Per ottenere la Prussia orientale, il re svedese desiderava portare dalla sua parte la Confederazione polacco-lituana. Il re polacco Giovanni III Sobieski non aveva motivo di opporsi ai piani svedesi, ma poiché le sue forze erano state gravemente indebolite dalla lunga guerra polacco-turca del 1672-1676, non fu in grado di fornire assistenza militare per la campagna svedese del 1678. Dal canto suo, il 17 ottobre 1676 Sobieski aveva firmato il trattato di Żurawno con l'Impero ottomano sul Dnestr e stava vivendo un periodo di pace.
Nell'ottobre 1678, un esercito svedese formato da 12 000 uomini e comandato dal feldmaresciallo Henrik Horn, di stanza in Livonia, marciò verso la Curlandia. Il 15 novembre Horn valicò il confine del ducato di Prussia a nord della città di Memel; non incontrando alcuna resistenza significativa, egli si spinse rapidamente verso sud assieme ai suoi soldati. Malgrado la guerra polacco-turca fosse finita da diverso tempo, Sobieski rifiutò di stringere un'alleanza militare con la Svezia, soprattutto dopo aver ricevuto la notizia della resa della guarnigione svedese di Stralsund, consegnatasi ai brandeburghesi. Con la caduta di Stralsund, la necessità di compiere una campagna svedese nella Prussia orientale, dovuta al bisogno di soccorrere la Pomerania svedese, svanì del tutto. L'esercito svedese si trovava in quel frangente ad affrontare la minaccia rappresentata dai brandeburghesi, i quali costituirono una grande armata che dal fronte della Pomerania viaggiava verso oriente. In siffatto contesto, al feldmaresciallo Horn fu ordinato di non avanzare ulteriormente verso Königsberg, ma di acquartierarsi per trascorrere l'inverno nella Prussia orientale e organizzare la difesa.
A metà del dicembre del 1678, Federico Guglielmo di Prussia partì da Berlino con un esercito di 9 000 uomini e 30 pezzi d'artiglieria per fornire supporto al ducato di Prussia. Tra il 19 e il 20 gennaio 1679, l'esercito del principe di Brandeburgo attraversò il fiume Vistola e raggiunse Marienwerder (oggi Kwidzyn, in Polonia), dove riunì la fanteria di Brandeburgo. Il "grande elettore" pianificò una rapida avanzata, puntando sulla tattica della guerra lampo e su una strategia che non desse tregua ai nemici in fuga. Al tal proposito, inviò degli ordini al governatore e ai consigli comunali di requisire 110 slitte e 700 cavalli per trasportare la sua fanteria su slitte trainate da cavalli che avrebbero potuto muoversi rapidamente.
Quando il comandante delle truppe svedesi che erano avanzate nel ducato di Prussia ricevette la notizia dell'arrivo di Guglielmo Federico, comandò immediatamente di ritirarsi verso la Livonia. Gli svedesi tornarono a Tilsit il 29 gennaio 1679. Da Marienwerder, il principe elettore intimò al comandante della sua cavalleria di stanza a Königsberg, il tenente generale Joachim Ernst von Görzke, di inseguire immediatamente gli svedesi in ritirata, ordine a cui con Görzke obbedì.
Federico Guglielmo, nel frattempo, montò la sua fanteria su slitte trainate da cavalli e marciò con tutto il suo esercito da Marienwerder verso Heiligenbeil (l'odierna Mamonovo). I guerrieri attraversarono la laguna della Vistola che si era ghiacciata (in tedesco Frisches Haff, in polacco Zalew Wiślany) senza che nessuna spia straniera ne avesse avuto notizia. Dopo aver terminato quello che sarebbe passato alla storia come il "grande inseguimento in slitta", durato undici chilometri circa, i soldati arrivarono a Königsberg il 26 gennaio 1679. Il giorno successivo, il 27 gennaio, le truppe principesche a bordo delle proprie slitte continuarono il loro viaggio verso Labiau (oggi Polessk). Da lì, noncuranti del freddo, attraversarono la banchisa stratificatasi sulla laguna dei Curi (in tedesco Kurisches Haff) e il 29 gennaio, una volta superato il villaggio di Gilge (oggi Matrossowo), raggiunsero la foce del fiume Nemunas.
Il 30 gennaio il comandante dell'avamposto di cavalleria, il colonnello Tressenfeld, forte di 1 000 uomini e senza attendere l'arrivo delle truppe di supporto, si avventò sulle truppe svedesi che occupavano la zona di Tilsit e le sbaragliò sfruttando l'effetto sorpresa. La battaglia combattuta nei pressi di Tilsit lasciò sul campo centinaia di svedesi morti e feriti. Per il successo dell'operazione, il colonnello Tressenfeld fu promosso al grado di generale maggiore. Il giorno successivo, il 31 gennaio, il tenente generale Joachim Ernst von Görzke attaccò gli svedesi in fuga con l'intera cavalleria del Brandeburgo. Nella battaglia avvenuta lungo lo Splitter furono uccisi 1 000 soldati svedesi, mentre 300 furono catturati e cinque cannoni vennero depredati.
Gli svedesi si ritirarono in territorio lituano e il 2 febbraio Federico Guglielmo rinunciò al proposito di inseguirli, scegliendo di non sfidare ulteriormente il freddo e di non aggravare i già accentuati problemi dovuti alla carenza di rifornimenti e alla diffusione delle malattie. Egli ritirò il suo esercito nel ducato di Prussia, acquartierandosi in compagnia delle truppe per trascorrere l'inverno. All'inseguimento degli svedesi inviò esclusivamente un contingente di media dimensione composto da 1 500 cavalieri e comandato dal maggiore generale Hans Adam von Schöning. Il 7 febbraio 1679, le truppe di Schöning si scontrarono con la retroguardia del feldmaresciallo Henrik Horn a Telšiai, in Samogizia. Ne seguì un'aspra contesa, con entrambe le parti che subirono pesanti perdite. Gli svedesi si ritirarono in maniera ordinata verso Riga. Il contingente inseguitore del Brandeburgo si avvicinò alle mura della città di una dozzina di chilometri, poi tornò indietro e rientrò a Memel il 12 febbraio. La campagna svedese nella Prussia orientale si rivelò un completo fallimento. Dei 12 000-16 000 soldati del feldmaresciallo Horn, solo 1 000 cavalieri e 500 fanti rimasero in condizioni di combattere. La trionfante campagna invernale organizzata di Federico Guglielmo è considerata da parte dello storiografia una delle operazioni più eccezionali della storia militare.

### Fine della guerra (1679)

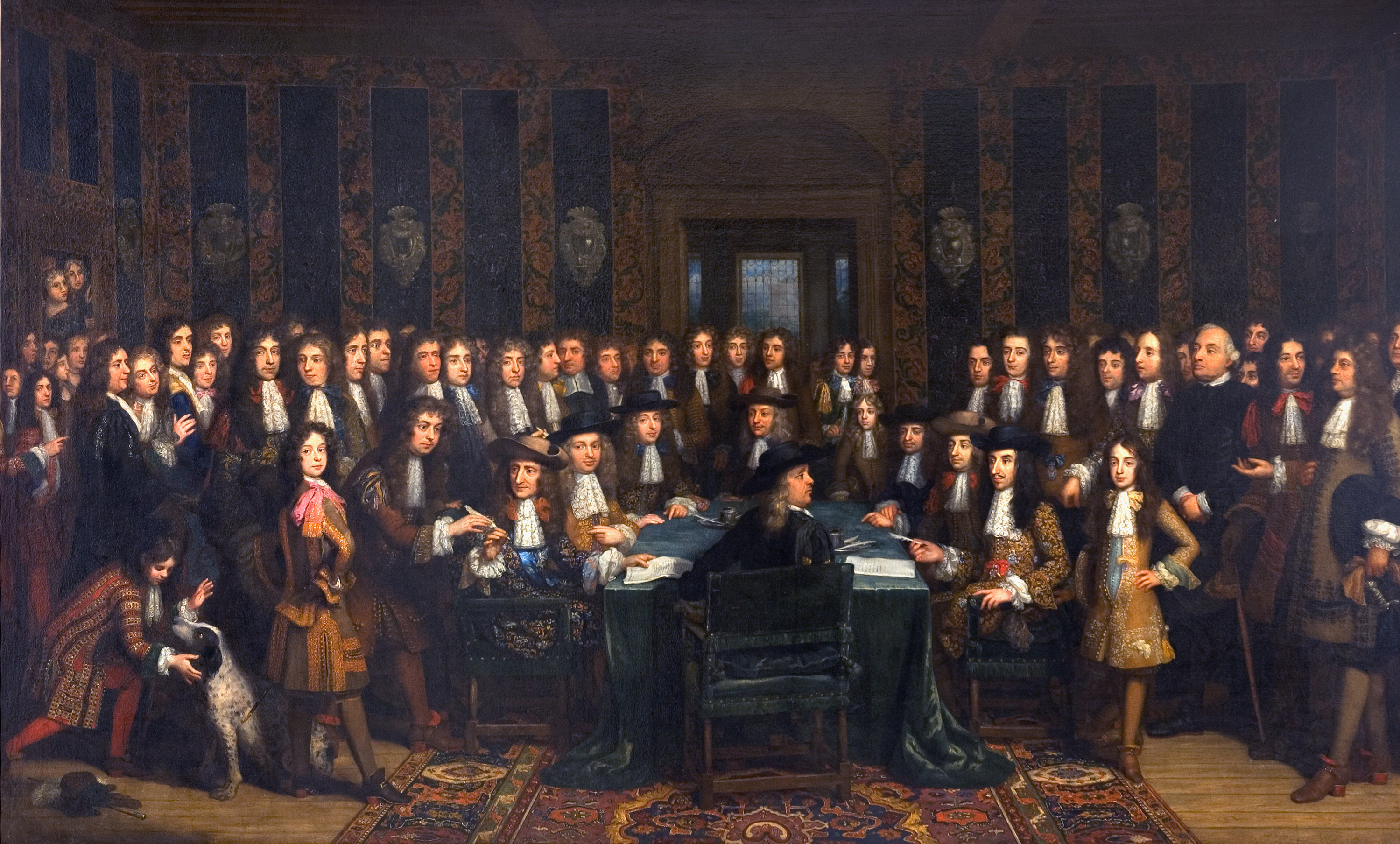
I partecipanti ai negoziati del trattato di Nimega. Olio su tela di Henri Gascard

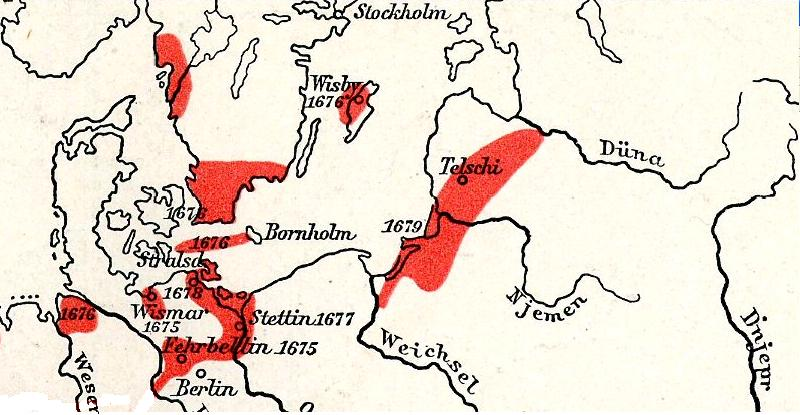
I teatri di battaglia (in rosso) della guerra di Scania. Mappa del 1905

I Paesi Bassi e la Francia, che erano in guerra tra loro sui fronti dell'Europa occidentale dal 1672, stavano conducendo negoziati di pace tra loro a Nimega dal 1676. Il 10 agosto 1678 fu concluso il trattato di Nimega, che pose fine alla guerra d'Olanda. Ai sensi dell'accordo bilaterale, la Francia restituiva tutti i territori che aveva sottratto ai Paesi Bassi. Parigi, responsabile dello scoppio della guerra e il cui obiettivo originale era la completa annessione dei Paesi Bassi, desiderava recuperare i costi della guerra sofferti. Il principe Guglielmo d'Orange, che si era impadronito del potere con la forza diventando statolder d'Olanda nel 1672, rifiutò di accettare il trattato di pace, ma alla fine, nell'interesse economico e commerciale della repubblica, cedette alle pressioni esterne e cambiò idea.
Il 5 febbraio 1679, pochi giorni dopo la fine della vittoriosa campagna invernale di Federico Guglielmo in Prussia orientale, anche l'imperatore Leopoldo I d'Asburgo siglò il trattato di Nimega, ponendo fine alla guerra del Sacro Romano Impero contro Francia e Svezia. Il trattato prevedeva che l'Elettorato di Brandeburgo restituisse tutti i territori conquistati alla Svezia. Il trattato speciale frettolosamente rese le posizioni del Brandeburgo-Prussia inconciliabili rispetto a quelle della Francia.
Durante i negoziati di pace, la diplomazia cisalpina provò sin dal principio a respingere qualsiasi ipotesi volta a rinnegare le disposizioni territoriali sancite dalla pace di Vestfalia. Questa linea di azione era finalizzata a confermare la sovranità francese sull'Alsazia e sulla Lorena, ritenute legittimamente acquisite nel ventennio precedente. Inoltre, la Francia si prodigò fortemente in favore del suo alleato, la Svezia, e non tollerò la prospettiva che Stoccolma potesse subire degli svantaggi in una guerra che Parigi aveva scatenato perseguendo dei propri interessi.

## Conseguenze

### Campagna punitiva francese contro il Brandeburgo (1679)

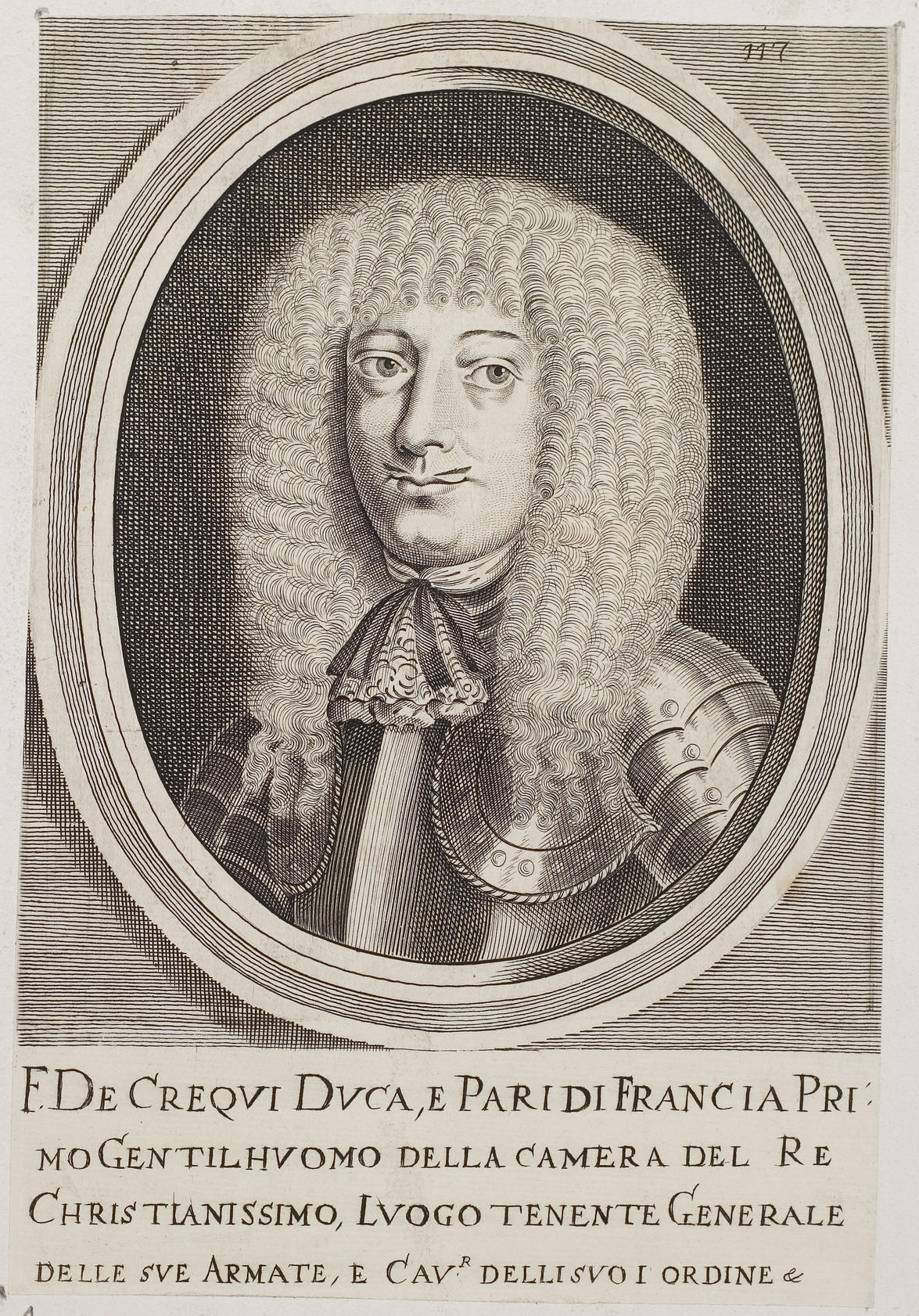
Il maresciallo François de Créquy

Dal canto suo, Guglielmo Federico di Brandeburgo rifiutò fermamente di cedere alla Svezia i territori che aveva riconquistato con successo militarmente. Alla fine di marzo 1679, il re Luigi XIV inviò il luogotenente generale Francesco di Calvo, alla testa di una divisione di 8 000 uomini, sulla riva destra del Reno, ordinandogli a titolo di avvertimento di sparare dei colpi di cannone per dare alle fiamme alcuni campi coltivati situati nel ducato di Kleve e nella contea di Jülich. L'obiettivo era ovviamente quello di distogliere Guglielmo Federico dalla sua posizione irremovibile. Subito dopo, le truppe di Calvo occuparono militarmente i dintorni di Kleve.
Nel maggio 1679, dopo una breve tregua tra Francia e Brandeburgo, un esercito francese di 30 000 uomini al comando del maresciallo François de Créquy si spinse nella contea di Mark, tra il Reno e il Lippe. Anche le truppe di Calvo furono assegnate sotto Créquy. Nelle province occidentali del Brandeburgo, Federico Guglielmo riuscì a radunare solo una forza composta da circa 8 000 uomini sotto il comando del tenente generale Alexander von Spaen. Con la sua cavalleria, Spaen tentò di chiudere il passo Porta Westfalica (cioè il punto in cui il fiume Weser si fa strada tra i monti Weihen e Weser). I brandeburghesi si scontrarono con la numericamente superiore controparte francese in una feroce battaglia, con i cisalpini che riuscirono a respingere i propri avversari verso Minden il 21 giugno. Il 30 giugno Calvo conquistò la Porta Westfalica. Rimasto solo, il Brandeburgo dovette accettare quanto sancito dal trattato di Saint-Germain-en-Laye. Secondo fonti coeve, Guglielmo Federico firmò il trattato esclamando le seguenti parole: «Exoriare aliquis nostris ex ossibus ultor!» ("che nasca un giorno dalle mie ceneri un vendicatore!", una citazione tratta dall'Eneide).

### Eventi successivi
Il trattato di Saint-Germain-en-Laye imponeva a Federico Guglielmo di restituire tutti i territori tedeschi riconquistati con la forza delle armi nella Pomerania svedese entro la fine del 1679. La Svezia fu obbligata ad applicare il trattato di confine del 1673, che cedeva al Brandeburgo le strisce di terra sulla riva destra dell'Oder (Damm, oggi Dąbie) e Gollnow (oggi Goleniów). La Svezia fu privata del diritto di riscuotere i dazi doganali in mare nell'estuario dell'Oder, ovvero la laguna di Stettino. Il regno di Francia promise di pagare 300 000 talleri imperiali a titolo di risarcimento di guerra all'Elettorato di Brandeburgo. Alla fine di febbraio 1680, l'esercito francese aveva evacuato le province brandeburghesi occupate di Kleve e della Marca di Brandeburgo.
L'alleato del Brandeburgo, il regno di Danimarca, viene sconfitto militarmente. Il 26 settembre 1679 Copenaghen firmò la pace di Lund con la Svezia senza riuscire a raggiungere i suoi obiettivi di guerra. Anche questo trattato ripristinò lo status quo ante bellum. La Danimarca non fu in grado di recuperare né la Scania né le altre province danesi in Svezia, che le erano state sottratte da Carlo X Gustavo di Svezia nella precedente guerra del Nord del 1655-1660.
Ai sensi dell'intesa di Saint-Germain-en-Laye, la Pomerania svedese rimase sotto il dominio di Stoccolma e così fu fino alla fine della successiva grande guerra del Nord del 1700-1721. Allo stesso tempo, il mito dell'invincibilità delle forze svedesi si inabissò del tutto. Le eccezionali vittorie militari del Brandeburgo-Prussia, fino ad allora considerato uno Stato minore, attirarono l'attenzione di tutta l'Europa, nonostante Federico Guglielmo non fosse riuscito a raggiungere il suo obiettivo militare di riconquistare ogni angolo della Pomerania e l'estuario dell'Oder, una località importante dal punto di vista strategico.
La diplomazia francese e le pressioni politiche delle grandi potenze fecero sì che la Svezia, sua alleata, non dovesse effettuare delle ampie concessioni territoriali. Tuttavia, Guglielmo Federico aveva tutto il diritto di sentirsi deluso e messo da parte dal suo stesso alleato, l'imperatore Leopoldo I, che sostenne poco le sue pretese. Secondo Guglielmo Federico, l'imperatore aveva dichiarato una guerra (Reichskrieg) contro la Francia, alla quale il Brandeburgo, in conformità con gli obblighi di stampo feudale impostigli, si era unito contrastando un alleato di Parigi, appunto la Svezia. Federico Guglielmo fu assai rammaricato quando Leopoldo I stipulò una pace in via autonoma con la Francia all'insaputa del Brandeburgo e contro i suoi interessi. L'imperatore voleva evitare di rafforzare eccessivamente il Brandeburgo, di fede protestante a differenza sua, e si dimostrò pertanto disposto ad effettuare delle concessioni a scapito dell'Impero nel suo complesso.
L'elettore di Brandeburgo cambiò il suo orientamento politico, allontanandosi dall'imperatore asburgico e avvicinandosi alla Francia. Già durante i negoziati di pace a Saint-Germain-en-Laye, si tennero dei negoziati segreti tra i delegati di Francia e Brandeburgo relativi a una futura cooperazione. Nell'ottobre 1679, il principe elettore concluse un accordo segreto con Parigi ai sensi del quale Guglielmo Federico si impegnava a votare per Luigi XIV alle successive elezioni imperiali. Nel 1681, il Brandeburgo e la Francia conclusero un trattato di difesa militare. Nel 1683, nella successiva guerra delle riunioni scatenata da Luigi XIV, il Brandeburgo partecipò in veste di alleato della Francia contro l'imperatore.